# トリニティ・ブラッド
『トリニティ・ブラッド』は、吉田直のライトノベル。イラストはTHORES柴本。略称は「トリブラ」。連載短編『トリニティ・ブラッド R.A.M.』と書き下ろし長編『トリニティ・ブラッド R.O.M.』の2つのシリーズからなる。角川スニーカー文庫（角川書店）より計12巻刊行されたが、作者急逝のため未完のまま終わる。2008年8月時点で国内シリーズ累計部数は150万部を、国外（韓国、台湾、米国）シリーズ累計部数は5万部をそれぞれ記録している。
メディアミックスとして、コミカライズもされており、作画：九条キヨ、原作：吉田直、キャラクター原案：THORES柴本として『月刊Asuka』で連載されていたが、最終章に向けてウェブコミック配信サイト『コミックNewtype』に移籍した。単行本は全21巻。『ザ・スニーカー』1999年12月号にパイロット版が掲載された後、2000年4月号より連載が始まる。テレビアニメ化もされ、2005年4月から10月まで放送された。また、アニメ化以前にfmosakaの『カドカワ・サウンドシネマ』内でラジオドラマが放送されていた。これは原作R.A.M.1 - 3をドラマ化したもので、アニメ版とはキャストが異なり、バップより各3枚、計9枚発売されている。

## あらすじ
世界すべてを巻き込み核兵器、細菌兵器などが飛び交った大災厄（アルマゲドン）の後、人類の文明はほぼ破壊され、人類の生存圏はヨーロッパ周辺にまで狭められ、文化・生活水準は中世まで後退した。更に追い討ちを掛けるように現れた吸血鬼（ヴァンパイア）との戦いに、人類は教皇庁を中心として辛うじて勝利した。しかし、彼らを完全に滅ぼした訳ではなく、ヴァンパイア達は真人類帝国を築き小競り合いを続けていた。
そして長い時の後、教皇庁と帝国の境、イシュトヴァーンに一人の巡回神父が降り立った時、時流は再び流れ出した。人類の遥か未来を描く遠未来黙示録。

## 登場人物
註：「（ドラマCD）」はアニメ化以前の『Trinity Blood Rage Against the Moons』での配役。『Trinity Blood File』及び『トリニティ・ブラッド センチメンタル・アドベンチャー』はアニメ版と同じキャスト。
キャストはアニメ版 / ドラマCDの順。特記がないものはアニメ版のキャスト。

### 教皇庁国務聖省特務分室 （AX）
アベル・ナイトロード
声 - 東地宏樹（少年時代 - 日野聡）/ 一条和矢
本作の主人公。ナイトロード3兄妹の第2子である。
教皇庁国務聖省特務分室（通称Ax）の派遣執行官。コードネームは「クルースニク」（「十字架を背負うもの」の意）。
190cmを超える長身に加えて長い銀髪と冬の湖のような碧眼を備え、黙っていればそれなりに端正な容姿。しかしドジでのほほんとしているため、作中では専ら「ダメ神父」「愚者」「ヘッポコ丸」と呼ばれている。さらにお人好しな性格であり、給料が入ると手当たり次第に寄付してしまう為、財布の中に4ディナール（1ディナールは日本円換算で約100円）ほどしか入っていない極貧生活を送ることもしばしば。好物は紅茶で、よく砂糖を13杯（作中でラッキーナンバーと語っていたので、それに由来すると思われる）入れて飢えをしのいでいる。RAM編及びアニメの第1話でも飛行旅客船にて砂糖13杯のミルクティーを注文して、客室乗務員ジェシカを唖然とさせている。
本編より10年前の「事件」で家族を失ったカテリーナを助け、以降はカテリーナの部下となる。以前は一人称が「俺」だったが、現在は「私」になっている
戦闘時にはパーカッション・リボルバー式拳銃「ピースキーパー」を武器として使用しており、「腕に覚えがない」と嘯きながらも人並み以上の射撃能力を有している。だが真の武器は体の裡に秘めたナノマシン「クルースニク」であり、これを起動させることで「吸血鬼の血を吸う吸血鬼」であるクルースニクと化す。作中では基本的に起動率40%での限定起動を行っており、この状態でも戦闘能力は極めて高い。起動率を上昇させることでさらに戦闘力を上げることができ、80%を超えると“生体発電誘導”（スパークギャップ衝撃）能力によって体内や空気中の電子に干渉することすら可能になるが、同時に性格が攻撃的になり、さらに「クルースニク自体の自我」に肉体の主導権を奪われる危険性が生じる。実際に80%まで起動してラドゥを倒した際、長生種を餌呼ばわりして蔑むなど、普段のアベルからは考えられないような言動をとっており、このことからアベルは極力クルースニクを使用しないようにしている。
「国連航空宇宙軍中佐・レッドマーズ計画管理部保安課責任者」というIDで「大災厄」以前の遺失技術の中枢にアクセスできる、「大災厄」や「暗黒時代」当時の人物や出来事をまるで直接見知っているかのような言動を取るなど、素性や経歴に謎の多い人物。その正体が吸血鬼たちにとっては伝説的な存在であること、また900年以上生きているといわれる真人類帝国皇帝と兄妹関係にあることなどが本作中で明かされている。
名前は旧約聖書「創世記」に登場するアダムとイヴの次男アベルに由来する。
『このライトノベルがすごい！』男性キャラクター部門では2006年版で8位を獲得している。

エステル・ブランシェ
声 - 能登麻美子
『R.O.M』にのみ登場。
本作のヒロイン。紅茶のような色合いの赤毛と、青金石色の瞳をした美貌のシスター。アルビオン王国（現在のイギリス）の出身である。実は、女王ブリジットII世の息子にして次期国王になる筈だったギルバート王太子と正妻である王太子妃ヴィクトリアの間に生まれた王女レディ・エスター・ブランシェットである。
赤ん坊の頃、父によりイシュトヴァーンの教会に預けられ、見習いシスターとして育てられる。父によって預けられたという事実は育ててくれた母親代わりのローラ・ヴィテーズ司教から教えられた。17歳の時、派遣されてきたアベルと出会う。イシュトヴァーンを恐怖で支配する吸血鬼ハンガリア侯ジュラ・カダールにヴィテーズ司教を殺され復讐に走るが、最愛の妻マーリアを殺されたハンガリア侯の過去を知り、吸血鬼（=長生種）と人間（=短生種）の対立に疑問を抱く。
その後、ローマに転属し教皇庁国務聖省調査部に配属され、しばしばアベルのサポートを行う。母国語であるハンガリア語を始め、アルビオン語他数カ国語が日常会話レベルまで堪能であり、パルチザンの指導者経験からか集団統率力と高い人望も備えている優秀な人材。
武装として切詰式散弾銃（ソウドオフ・ショットガン）を携帯している。いつもは銃身と銃床を切断し、太ももほどの長さに切り詰めて縮小したものをスカートの下に吊っている。
愛らしい容姿に反して気が強く、真っ直ぐでしっかりした性格でありアベルの世話に手を焼いている。
原作『R.O.M』「薔薇の玉座」「茨の宝冠」において、「北海のスキュラ」ことアルビオン女王ブリジットII世の正嫡の孫娘であることが発覚。後に還俗しアルビオン女王に即位する。
アニメ版ではギルバート王太子が「騎士団」に暗殺される直前、自分が暗殺されることを察知しており、イシュトヴァーンの聖マーチャーシュ教会に託したという設定である。死産とされ母親の友人夫婦の息子とすり替えられた原作と違い公式に存在しているため、ブリジットII世の最後の命を受け唯一にして正統な王位継承者である彼女をヴァージルやメアリが極秘に探していた。
原作では王太子は病死、先に生まれていた自身の娘を王位に就けようと画策した亡き王太子の愛人であるカルスレー子爵夫人ハリエットの刺客によりヴィクトリア妃は殺害されるが、その計画に勘付いていたヴィクトリア自身が生前にエドワード・ホワイト卿に依頼し、自身の娘とエドワードの死産だった息子を入れ替えたという真相はメアリを守ろうとする老女王の胸に封印され、その死の間際、意識混濁によりメアリと誤認した彼女の口から知らされた。
車の運転が非常に荒い（同乗していたアベルやイオンがたじたじとなるほど）。

トレス・イクス
声 - 中井和哉 / 緑川光
Axの派遣執行官。コードネームは「ガンスリンガー」（拳銃使いの意）。
外見は短く刈った褐色の髪、人形めいた端正な容貌を備えた小柄な青年。
銃火器に通じ、二挺の大型戦闘拳銃をはじめ全身に武器を隠し持ち、脳の一部以外を機械化された機械化歩兵。主であるカテリーナには絶対の忠誠を誓い冷徹に任務を遂行する。目的のためには手段を選ばず、そのためにアベルと衝突し彼を任務遂行の障害として排除しようとしたこともある。すべてを機械的に処理しようとするため、受け答えには「肯定（ポジティヴ）」「否定（ネガティヴ）」を使い分ける。自らを「人（マン）ではなく機械（マシーン）」と言い切っているが、時折同僚のアベルやユーグなどに対し、不器用ないたわりや気遣いを見せることもある。
「トレス・イクス」は名前ではなく、製造ナンバー「HC-IIIX（ラテン語読みでハーケー・トレス・イクス）」。人間としての元の名はない。
元々は教皇庁軍の機械化部隊「聖堂騎士団」の次世代モデルとして開発されたHC（ホモ・カエデリウス、ラテン語で「殺すための人間」という意味）シリーズの試作型三号機。「人間の体を改造」するのではなく「機械の体に人間の脳を搭載」するという画期的なアイディア（脳は専用のクローン人間のものを使用、また感情などは機械的な制御がかけられる）に基づくが、試作ロット10体のみが作られた段階で人道的見地から開発は中止された。それを不服とした開発者ゼベット・ガリバルディ博士に他の9体ともども反乱の道具として用いられ（キリングドールズ）、大破した際にAx（カテリーナ）によって回収され派遣執行官となる。

カテリーナ・スフォルツァ
声 - 本田貴子（少女時代 - 川澄綾子）/ 深見梨加
教皇庁国務聖省長官を務める、黄金色の巻き毛と剃刀色（灰色）の瞳をした美貌の枢機卿。アベル達Axの上司。
10年前の「事件」で両親（義父と母親）を「騎士団」に殺害され、自身も殺されそうになったところをアベルに助けられる。
ミラノの領主でもあり、「ミラノ公」と呼ばれる。先代教皇グレゴリオ三十世がミラノ公夫人ルクレツィアに生ませた隠し子であり、現教皇の姉でもある。「薔薇十字騎士団」の存在を知る数少ない一人で、自身の復讐と世界を破滅させるため人類と吸血鬼（長生種）との間の争いを激化させようとする野望の阻止のためにAxを結成。また和平工作のため「帝国」上層部との接触を試みる。
普段は兄フランチェスコとの政争に明け暮れ、教皇である弟アレッサンドロを兄同様に駒と看做しているかのような言動が目立つが、心の底では弟を愛し慈しんでいる。アルビオンでヴァネッサに拉致されたアレッサンドロをフランチェスコが殉死させようとした折、「あの子を死なせたくない」と兄の部下であるブラザー・ペテロとシスター・パウラに弟の救出を懇願した。短生種（テラン）と長生種（メトセラ）の和平を願うがゆえに兄との確執は避けがたいものだが、その所為で弟アレッサンドロの成長を妨げている自身の愚を自覚している。
その冷徹な手腕から「鉄の女」「ミラノの雌狐」と内外に恐れられている。また、若手の改革派・急進派から支持されているフランチェスコに対抗する必要性から政治的には守旧派や利権主義の財界人との結びつきが強くなっている。
原作ROM編および漫画版では表面上は優しく接しつつもアベルと接近してゆくエステルに対する嫉妬心を募らせ、苦悩する様子が見られた。また、原作では膠原病を患っており体は丈夫ではないという設定も存在するが、アニメではそうした描写は見られない。
名前はルネサンス期スフォルツァ家のカテリーナ・スフォルツァに由来している。

ウィリアム・ウォルター・ワーズワース
声 - 大川透 / 石井康嗣
Axの派遣執行官。コードネームは「プロフェッサー」。
黒褐色の髪、碧眼、やや面長の顔が特徴。アルビオン出身の貴族。
現職のローマ大学教授でもあるため、アベルやケイトからは「教授」と呼ばれている。他のメンバーのような特殊能力はないが、技術者や参謀としての役割を果たす。
派遣執行官のコードネームは彼が考えている。
一見、頭脳派のようだがユーグの師だけあって剣の実力も高い。風変わりな発明家でもあり、いつも作っている物はアベル曰く「わけわかんないガラクタ」らしい。常時携帯している自身の発明品のステッキには火炎放射器が仕込まれている。
いつもパイプをくわえているが、使い出したのはAxに入ってからである。
名前はウィリアム・ワーズワースに由来している。
巻末の四コマ漫画では、九条の父親の代理として登場。

ケイト・スコット
声 - 生天目仁美 / 久川綾
Axの派遣執行官。コードネームは「アイアンメイデン」（鉄の処女の意）。
ワーズワースと同じくアルビオン出身のシスター。
長い金髪、目じりが垂れ気味の眼、泣き黒子が特徴の、たおやかで楚々とした風情の美女。空中戦艦「アイアンメイデン」（『R.O.M』ではアイアンメイデンII）号の艦長であり、ホログラム映像で他のメンバーと会話する。
他の派遣執行官達のサポートを行うことが多く、またカテリーナの秘書的な役割も兼ねる有能な女性。
普段はおっとりした性格だが、同僚のアベルの尻拭い役を押し付けられたり、レオンのふしだらな行為に頭を痛めることが多いため、時折キレたりもする。
Axでは数少ない常識人のため、常に気苦労が絶えない。しかし、それだけに同僚達のことをよく気遣っている。
紅茶を淹れるのが非常に上手く、よく上司のカテリーナや同僚達に特製のブレンドティーを振る舞っている。また優秀なハッカーとして働くことも出来る。
カテリーナとは長い付き合いで、その昔彼女を守るために瀕死の重傷を負っている。現在は空中戦艦内奥に肉体を安置され、意識のみをホログラムで出現させている。
レオン・ガルシア・デ・アストゥリアス
声：小山剛志 / 大塚明夫
Axの派遣執行官。コードネームは「ダンディライオン」（「ライオンの牙」の意）。
様々な理由により刑務所で服役しながら、減刑と娘の治療を条件に派遣執行官として働いている南方（ヒスパニア領モロッコ）出身の巨漢。
アベルのことは「へっぽこ」トレスのことは「拳銃屋」ユーグのことは「サムライ」と呼んでいる。
元々はヒスパニア王国軍の大尉で、アフリカ方面軍所属第22強襲偵察中隊「レオンコート」と呼ばれる特殊部隊の隊長だったので破壊工作やゲリラ戦が得意。また、その時代からブラザー・マタイとは因縁の関係にある。普段は腕輪に偽装したチャクラムを愛用するが、場合によっては爆発物や火器も使用する。また、人脈も広く高い物資調達能力を持つ。粗野で女好きだが娘思い。
「大災厄」以前の遺伝子操作技術によって造られた「獣人」の子孫であり、その所為で過去辛い思いを何度もしているが、そんなことを感じさせないほど明るい性格のムードメーカーである。
外見のモデルはアントニオ・バンデラス。

ユーグ・ド・ヴァトー
声 - 北出真也
Axの派遣執行官。コードネームは「ソードダンサー」。
長く色の薄い金髪に、翡翠色の瞳をした美丈夫。ネーデルラントのブリュージュ（現ベルギー）出身。
四都市同盟警視総監職を代々務める傭兵貴族の出身。嘗て吸血鬼に家族を殺され、自身も両腕を失う重症を追うもワーズワースによって機械の義手を与えられる。ワーズワースのことは「師匠（マスター）」と呼んでいる。動作の「無駄」を極限まで排除することで速度の上では吸血鬼をも上回る超人的な剣術を使うが、時に義手が拒絶反応を起こす。
普段は寡黙なために冷静沈着に見えるが実は直情径行型の性格で、吸血鬼への復讐心が強いことにより命令違反・独断行動が多々ある。
決め台詞は「剣によりて生くる者は、剣によりて滅びぬ…エィメン」。

ヴァーツラフ・ハヴェル
声 - 立木文彦 / 中田譲治
Axの派遣執行官。コードネームは「ノーフェイス」（「顔なし」と「信仰を知る者」のダブルミーニング）。
短くそった髭に痩せた顔、緑の瞳をした物静かな雰囲気の男性。ボヘミア公国ブルノ（現チェコ）出身。
透明化する不可視化迷彩を操る元異端審問官で、Ax最古参メンバーの一人。信仰心厚く温厚な性格だがそれゆえ原作では教皇庁の現状や政争に明け暮れるカテリーナに反発、Axを脱退し新教皇庁軍に参加、最終的に命を落とす。
アニメ版ではその設定はなくなり、最後まで生存。苦悩するカテリーナを労る心優しき人。ノエルが殉職した折、まるで父親のような優しさで自責の念に苦しむカテリーナを包み込んだ。
名前はチェコスロバキアの民主運動家・チェコ初代大統領ヴァーツラフ・ハヴェルに由来、外見のモデルは元サッカーアルゼンチン代表ガブリエル・バティストゥータ。
モニカ・アルジェント
Axの派遣執行官。コードネームは「ブラックウィドウ」（クロゴケグモの意）。
短く刈った黒髪と、雌豹のような碧の瞳が特徴。
物質透過能力を持つ魔女であり元はシチリアのマフィア出身の殺し屋だった。カテリーナの暗殺に失敗、逆に捕らえられカテリーナによって薔薇の模様をかたどったチョーカーをつけられ派遣執行官となる。今なおカテリーナに殺意を抱いている。女性だが、神父の僧衣を着用している。
武器はチンクエディアを使うが、透過能力を駆使して刃物を使わず相手の心臓を抜き取ることもできる。
殺戮そのものを楽しむような残忍な性格ゆえに、同僚のトレスからも危険人物とみなされている。
物質を透過している間は、その物質と一体化しているために物質に与えられたダメージも一緒に受けてしまう。
カーヤ・ショーカ
Axの派遣執行官。コードネームは「ジプシークイーン」（ジプシーの女王の意）。
浅黒い肌と、彫りの深い顔、大きな瞳が特徴。
ロマ族の少女で最年少の派遣執行官。子供ならではの無邪気な残酷さを持つ。
武装として大型の扇子を携帯し、童謡の様な歌を歌いながら踊るように襲い掛かる。
ノエル・ボウ
声：大原さやか / 三石琴乃
Axの派遣執行官。コードネームは「ミストレス」（女主人の意）
生物の思考や感情を「視る」特殊能力を持つ長い黒髪の妖艶な美女。アベルに思いを寄せているがその能力ゆえ彼の抱える闇を垣間見てもいたが、自身に靡かないアベルに苛立ってもいた。故郷カタロニア公国で起こった「沈黙の声」事件で死亡。
原作ではAxを退職している。

### 教理聖省異端審問局
フランチェスコ・ディ・メディチ
声 - 小杉十郎太 / 長克巳
枢機卿にしてフィレンツェ公爵。教皇庁教理聖省長官にして、教会軍総司令官、教皇宮殿付神学顧問と数々の要職を歴任しており、苛烈かつ強引な政策で教皇庁の実質的な指導者として君臨している。
前教皇グレゴリオ三十世と下級騎士の妻との間に生まれた庶子であり、カテリーナとアレッサンドロの異母兄に当たる。各国に対し覇権主義を振りかざしており、また真人類帝国との戦争を画策し噴進爆弾や毒ガス兵器などを開発させている。私利私欲に走る男では無いものの、偏狭なまでの理想主義者かつ徹底したマキャベリストであり、失墜しつつある教皇庁の権威に固執している。
出自の卑しさを除けば、異母弟より遥かに教皇として相応しい実績と才能を有しており、万一の事態に備えて、本人も次期教皇として立候補する為の政治工作を水面下で行っている様である。現在の腐敗した教皇庁内部にあっては、吸血鬼勢力の排斥を主張するタカ派の指導者として、若手の高位聖職者や軍部に熱狂的に支持されており、保守派の枢機卿や世俗諸侯達から危険視されている。
異母妹カテリーナとは政治的見解の相違によって不仲であり、吸血鬼と人類の平和的共存を願うエステルやアベルとも相容れない存在として見られている。
名字はメディチ家に由来している。
ブラザー・ペテロ
声：稲田徹
異端審問局局長。ローマの名門貴族オルシーニ家出身の強化歩兵で、本名はピエトロ・オルシーニ。
2メートル超の巨漢の美丈夫。猪突猛進な武人気質で真正面からの戦いを好む。高周波ホイール内蔵の鎚矛“叫喚者（スクリーマー）”と背中に油圧式稼動の四つの盾が取り付けられた鎧“聖騎士の法衣（カーヴ・オブ・ロード）”を用いた高い戦闘能力の持ち主だが、戦闘時に友軍の被害も省みないので最強最悪の“壊滅騎士（イル・ルイナンテ）”として恐れられている。（かつてのボヘミア戦役で友軍の二個中隊含む敵一個中隊までもたった一人で壊滅した事に由来）。
上司のフランチェスコに盲目的に心酔しており、忠犬のように任務をこなす真面目実直な性格。一本木で融通が利かない男だが、基本的には正義感や義侠心に溢れる善人であり、意外にお人好し。自身は指揮官向きでない事を自覚しており、頭の回転はかなり良くない。
名前は使徒の一人ペテロに由来。外見のモデルは『重戦機エルガイム』のギャブレット・ギャブレー。

シスター・パウラ
声 - 甲斐田裕子 / 田中敦子
異端審問局副局長。ヤゲロー大公国クラクフ（現ポーランド）出身で、本名パウラ・ソコウォースキー。カテリーナとは同年齢。
実務能力に乏しいペテロに代わり異端審問局を実質的に指揮する図書館司書のような物静かな雰囲気の顔たちと扇情的な肉体を持つ美女。上司フランチェスコの信頼も厚く、彼の秘書も兼務する。また、格闘技や暗器の扱いに長けた暗殺者でもあり原作ではハヴェル、アニメではラドゥを圧倒した。
宗教を社会を円滑に動かすためのシステムと割り切り、それを脅かすものを躊躇いなく殺せる冷酷さを持つためその戦闘力とあわせて“死の淑女”と恐れられている。その一方でペテロの人望は評価しており、ある事情から異端審問局局長の座を解任される可能性が出てきたペテロから代わりに局長になる事を推薦された際は「局長のような人望がない自分では無理である」と辞退している。ペットはハムスター。
名前は使徒パウロに由来する。
ブラザー・マタイ
声 - 三木眞一郎（ドラマCD）
フランチェスコ貴下の異端審問官で、パウラの腹心。動甲冑を駆る。
温厚そうな外見に反して、元傭兵で戦略家として凄まじい知略の持ち主。現在はかつての“モロッコの悪魔”の悪名を持っていたほどの傭兵時代からの残虐性に異端審問官としての狂信が加わった危険な価値観を持つ。
初登場の「ジャッジメント・デイ」より三年前に、地元豪族の独立騒動が発端となったモロッコ戦争の海峡戦役にて民間人を数千人虐殺しており、この戦争で唯一敗北を味わわせたレオンと再会、エストニアにて激戦を繰り広げた。
『聖女の烙印』の再登場では、後遺症からか足を引き摺る描写が見られた。
名前は使徒マタイに由来する。
ブラザー・フィリポ
声 - 龍田直樹（ドラマCD）
異端審問官。ワイヤーピックを得物に使用するが、全身の発電細胞から放出される三十万ボルトの高圧放電が本来の武器である。
異常に背が低く鯰ヒゲをはやした黒光りする肥満の小男で、どことなくウナギを思わせる顔と怪異な容貌の持ち主。性格は強きを助けて弱きを挫くというどんな卑怯な手段も厭わない小悪党。頭が悪いようにしか見えないが、古典文学の博士号を持っている。又、彼に限らず異端審問官は全員、何らかの博士号を取得している。
「ジューダス・プリースト」初登場。第二次ボヘミア戦役においてアルフォンソ抹殺と噴進爆弾の処理の為に潜入した際、レオンとアベルを苦しめた。レオン曰く“ダルマウナギ”。ちなみに好物はウナギパイ。
名前は使徒フィリポに由来する。
ブラザー・アンデレ
声 - 福山潤（ドラマCD）
最年少の異端審問官。
自尊心が高いが子供っぽい一面があり、結構単純で騙され易い。局長のペテロに心酔しており、ある意味似た者同士。初登場の『薔薇の玉座』では、パウラの命令でアルビオン王国背信の証拠である“隔離地区”の調査を担当し、『茨の宝冠』ではアレッサンドロに騙されてロンドン塔に幽閉されているマンチェスター伯爵ヴァージルの尋問に随行。“スウィーニー”トッドの襲撃を受けた。
名前は使徒アンデレに由来。
ブラザー・バルトロマイ（ドゥオ・イクス）
声 - かわのをとや
異端審問官。
別名を「HC-II X（ハーケー・ドゥオ・イクス）」。トレスと同じHC型試作機の機械化歩兵であり、聖天使城襲撃事件を起こした殺人人形兵団の生き残りである。聖天使城で大破した体を最新の部品を使って修復したことから性能はトレスに勝るが、復旧したばかりで戦闘経験がなくアシッジで先に復旧したトレスの5年間の戦闘記憶を強奪しようとしたが、実戦経験に勝るトレスの戦術に敗れて首を吹き飛ばされた。
「ガンメタル・ハウンド」初登場。本来はトレスを主人公にした外伝五部作ほぼ全てに登場する予定だった。
名前は使徒バルトロマイに由来する。
シスター・シモーヌ
異端審問官。針を武器として使用する。
「オーバーカウント」のみの登場で、登場時仮面をかぶっていたためどのような人物なのか不明であるが、鐘を鳴らそうとするアルフォンソを止めに入ったアベルの首に針を刺し、動けなくした。
名前は使徒シモン（ペテロの別名）に由来する。
ブラザー・ヤコブ
異端審問官。
全身を兜と甲冑で纏った巨漢でシモーヌ同様どのような人物かは不明である。上記と同様にシモーヌと共にアベルの前に立ちはだかり、サン・ピエトロ大聖堂の鐘楼でアルフォンソに対して銃を向けたアベルを抑止した。
二振りの直刀を武器として使用しており、アベルの銃弾を見切って刀で受け止める程の実力の持ち主。
登場の度にバケツ状の兜を身に付けている。
名前は使徒ヤコブに由来する。
シスター・ヨハンナ
異端審問官。本編未登場。
HC-シリーズ開発者ゼベット・ガリバルディ博士の実の娘である。
ドゥオの修復を担当し、「ガンメタル・ハウンド」でドゥオが使用した蹂躙戦仕様プログラムを新たに書き加えたのも彼女である。
名前は使徒ヨハネに由来する。

### 真人類帝国
セス・ナイトロード
声 - 松岡由貴 / 能登麻美子
ナイトロード3兄妹の末子で、アベルの妹。癖のある黒髪に、翡翠色の瞳をした自称“通りすがりの美少女”。“クルースニク03”を宿している。
一人称は僕。ボーイッシュでさばさばとした親しみやすい性格の一方で、非常に純粋かつ極端なまでの理想主義者かつ強かな切れ者。過去の経験からか短生種(旧人類)には完全に失望している。
真人類帝国皇帝アウグスタ・ヴラディカの真の姿。アベル達が帝国に赴いたときに起こった反乱事件のときには、自ら事件解決に一役買っていた。
クルースニクを起動させるとアベル同様、凄まじい戦闘力を発揮する。二本の巨大な音叉を武器とし、この音叉から放つ焦点式の高エネルギー超音波「音の炎」で狙った部位だけを骨まで焼き尽くすことができる。アニメではアベルを殺そうとし、スレイマンやラドゥの心を利用し踏み躙ったディートリッヒが“糸”で操っているラドゥの遺体を容赦なく攻撃し、復讐を宣告した。
900年前にアベルと別れた後、残った同胞達を率いて東邦に帝国を建国し、長生種達の楽土とした。以後、800年もの長きに渡って、己より遥かに寿命が短い同胞や臣民達の生死を見守り続けるという想像を絶する孤独をも味わってきた。
植民団においては国連航空宇宙軍少佐、レッドマーズ計画管理部技術開発部統括責任者として任務に従っていた。アベル共々に嘗ては植民団の同胞(第一世代の長生種)を率いて、数百万単位で地球の残留者(短生種)を虐殺した“世界の敵”。現在は長兄カインと袂を分かち、危険人物として行方を追っているものの彼を内心では恐れている。
『夜の女皇』で900年ぶりに教皇庁の使者として来訪したアベルと再会。“帝国”への居住を薦める等、次兄に対して変わらぬ愛情を抱いている事を覗かせた。
未完に終わった原作では“帝国”内に潜入した長兄カインと制止に加わったアベルと再会し“方舟”再起動を巡り壮絶な戦闘になり、命を落とす予定だった。
アニメでは原作よりもやや幼い外見になっている。髪と瞳の色は同じだが、漫画版の跳ねまくった髪ではなくストレートのショートボブに。
名前はアダムとイヴの三男セスに由来している。

アスタローシェ・アスラン
声 - 根谷美智子 / 浅川悠
真人類帝国直轄監察官、オデッサ子爵→キエフ侯爵。額にかかる一房は赤く染めている他、象牙色に脱色した長髪と琥珀色の瞳を持つ長身の美女で短気直情型の性格。アベルを「我が相棒（トヴァラシュ）よ」と呼び信頼している。またアベルからは「アスト」という通称で呼ばれている。
大量殺人犯の帝国貴族エンドレを追って外（アウター=人類圏）に赴き、補佐としてAxが派遣したアベルと出会う。犯人が親友の仇であったため暴走し大きな被害を出すもアベルの協力によって逮捕に成功、その後は短命種やアウターに理解を示す様になり彼等への研究に没頭するあまり“短生種好き”とまでいわれるようになった。その後は使者として帝国に赴いて、強硬派の陰謀に巻き込まれたアベル達を助けて獅子奮迅の活躍をした。
直情径行な性格ですぐに癇癪を爆発させるが、基本的には善人で思いやりもある。非常に有能な女性。
武器は高温高密度のプラズマを発生させるプラズマジェット生成システムによって、発生させる炎があらゆる物質を切断する“ゲイ・ボルグの槍”。究極の白兵戦兵器としてキエフ侯爵家に伝わる“遺産”。
キエフ侯爵家は、現在のウクライナ共和国の首都を所領とする帝国でも名門の家柄。先代のキエフ侯爵は彼女の母親で、作中では既に他界している。
アニメ終盤ではイオンとともに教皇庁との和平の使者としてローマに赴く。未完の原作において、皇帝暗殺未遂事件の解決後は枢密副司に昇進している。

イオン・フォルトゥナ
声 - 皆川純子
真人類帝国帝剣護持官、モルドヴァ公子メンフィス伯爵。皇帝ヴラディカの勅使としてカテリーナと接触を図るが、副使として同行していた相棒ラドゥの裏切りに遭う。
当初は人間（テラン）を野蛮人と蔑んでいたが、アベルやエステルに助けられたことで考えを改める。また、エステルに対して好意を抱くようになる。
外見年齢は13，4歳程で、中性的な風貌の美少年。赤銅色の瞳に金髪と小柄な体型。また、実年齢も吸血鬼としては若い部類に入ると見られ、またラドゥにも子供扱いされるなど精神的な未熟さもある。両親を早くに亡くして以後、祖母に甘やかされてきた影響からか子供じみた性格で打たれ弱い一面もある。
帝国へ密使のアベルとエステルを伴って帰還するが、祖母尊属殺人と皇帝暗殺を企てる反逆者の濡れ衣を着せられる。一時は絶望するが、エステルやアストの支えを受けて強硬派の陰謀を打ち砕く。
未発表に終わった「R.O.MVII 極光の牙」において再び人類圏に赴き、以降のエステルに変わるアベルの相棒として企画されていた。その名残でアニメ版最終回では外交任務中に出奔し、カインと決着をつけるためAxを離脱したアベルとともに旅立つ。

ラドゥ・バルフォン
声 - 小西克幸
真人類帝国直轄監察官、ルクソール男爵。実家がモルドヴァ公爵家の遠縁で、イオンの幼馴染にして親友だったが、教皇庁との和平に反対する強硬派の一員で苦渋の末にイオンを謀殺しようとする。
青みがかかった黒髪の美形で、なかなかの長身。発火能力を有する危険な吸血鬼“火炎魔人”。
“薔薇十字騎士団”の構成員でもあり、“炎の剣（フランベルク）”と呼ばれていた。カルタゴで死亡するが遺体を回収され、ディートリッヒが“帝国”内で暗躍するための文字通りの傀儡として利用された。そのため、死しても安息と自由が無いが、その鎖を一時的に断ち切り親友イオンを救おうとして自分自身の意識を表出させた。皇帝=セス自身により遺体が塩の柱と変えられ、漸く自由になったと思われる。
イオンとは吸血鬼としての覚醒時期が異なるので外見年齢に差があるが、彼とは同年代。なお原作ではイオンよりも外の言葉（おそらくローマ公用語）を使い慣れているため、“騎士団”と接触した経緯も含めてアスト同様に過去に国外での任務に従事していたと推察される。

ミルカ・フォルトゥナ
声 - 天野由梨
帝国の宰相にあたる真人類帝国首席枢密司を務めるイオンの祖母。モルドヴァ公爵。
皇帝の側近かつ親友であり、彼女の素顔を知る数少ない一人。そのため“スレイマンの乱”の際自身は暗殺されたように装い、事件解決のためお忍びでビザンチウムの街に出ていた皇帝（セス）の影武者を務めていた（アニメ版では「皇帝」としてのみ登場の回もEDクレジットでは「ミルカ・フォルトゥナ」となっていたので完全なネタバレだった）。
外見年齢は10代半ば（アニメ版では20代）程の愛らしい美少女。金髪に赤銅色の瞳と孫のイオンとは非常に似通った容姿で姉弟の様にみえる。
モルドヴァ公爵家は黒海沿岸の北東モルダヴィアからベッサラビアにかけての広大な所領を有する上に、一族の中でも三品官以上の高位に就く名門中の名門の家柄。
ティグリス公スレイマン
声 - 竹若拓磨
真人類帝国の副宰相に当たる次席枢密司。ミルカと違い軍人や行政官として地方での任務が長かった。
短生種にも好意的で教皇庁との全面戦争を危惧していたが、実は教皇庁との共存を唱える皇帝に不信感を抱いて暗殺を目論んだ「スレイマンの乱」の中心人物。
武器は極小の磁場で対象を破壊する「ソロモンの指輪」。名前はスレイマン1世に由来するが、「ソロモン」のトルコ語読みでもある。
ハルツーム男爵バイバルス
声 - 長克巳
真人類帝国の近衛兵「禁軍兵団（イェニチェリ）」の隊長。大柄な黒人。
イオンをミルカ殺害と国家反逆罪で捕らえようとした。そのため強硬派の一味とも思われたが実はセスとミルカの強硬派あぶり出し計画のマッチポンプで動いていた。温厚篤実な人柄で、部下共々、モルドヴァ公爵ミルカに頭が上がらない。
武器は真空の刃を発生させる七支刀「脊髄を砕く者（ズー・アル・フィカール）」。名前はマムルーク朝の第5代スルターンバイバルスに由来。
シェラザード・アル・ラフマン
真人類帝国ティミショアラ都護府副参軍。バビロン伯爵。エステルからは「シェラ」の愛称で呼ばれる。
褐色肌と紫色の瞳を持つ神秘的な女性。両親を早くに亡くし伯父のスレイマンに育てられた。吸血鬼（長生種）のほとんど住んでいないような地方を転々として育ったために人間（短生種）に好意的で、特に自身に仕える士民たちには家族同然の愛情を抱いている。
皇帝暗殺を計画していたスレイマンにそれと知らずに情報を流してしまい、心ならずも反乱に加担したことを悔いて士民数名とともに国外に逃亡したがイシュトバーン市警軍に捕らえられ、帝国との開戦を目論むイシュトバーン大司教ダヌンツィオから「聖女」エステルを暗殺するよう脅される。
ダヌンツィオの計画に沿いイシュトバーン解放記念式典を襲撃するも命令に背きエステルを連れて逃亡、陰謀阻止と人質にされた士民の救出のためともに行動する中で彼女を「我が友（トヴァラシュ）」と呼ぶ間での信頼関係を築く。しかし、最終的にダヌンツィオの陰謀を暴くも人質はすでに殺害され自身も深手を負い、最期はエステルが吸血鬼に協力したことで裁かれるのを防ぐため自分を殺させる。彼女の死によりよりいっそう「聖女」に祭り上げられたエステルは、人類と吸血鬼の対立をとめる決意を新たにする。
武器は圧縮素子により超振動を発生させ攻撃対象を崩壊させる篭手「銀の腕」（アーツケラーヴ）。
エンドレ・クーザ
声 - 千葉進歩
真人類帝国貴族のザグレブ伯爵。外見年齢は十歳程度の美少年（アニメ版では20代程度の青年）だが、実年齢は300歳の老人の域に達している。
性格は残虐かつ冷酷で、短生種の生き血を啜り、その死体でオブジェを造る様な完全な倒錯趣味を持つ。帝国で三百人以上の短生種を殺害し、教皇庁と帝国の間に戦争を起こそうと企てした事から、“帝国最悪の大量殺戮者”として追放されるが、それを逆恨みして、潜伏先のヴェネツィアでケンプファーの協力の下、教皇暗殺から最終戦争の引き金を引こうと企み、アストとアベルの手によって阻止された。その後、帝国への護送中にケンプファーの手で処分された。
帝国に追われる以前、アストと彼女のかつての“相棒”レン・ヤノーシュ伯爵令嬢に捕獲される寸前で、アストを人質にとって、レンを殺害した。彼女の死がアストにエンドレへの復讐に駆り立てる。
フェロン・リン
真人類帝国貴族のダマスカス侯爵にして、皇帝諮問機関の枢密司第三席を占める。腰まで届く黒髪と切れ長な瞳を持つアジア系の美女。穏健派であり、常に冷静かつ慎重な性格。“スレイマンの乱”事件解決後、次席枢密司に昇進した。
レヤード
真人類帝国のマケドニア公爵。六人いる枢密司の中でも最年少で、皇帝爆殺事件後の御前会議中に、枢密司間で決定したはずの方策に異議を唱えたスレイマンに怒りを向ける。
ヴァシュマール
真人類帝国貴族のナヴァリノ侯爵。枢密司の一人で、ミルカ、スレイマンに次ぐ高齢である。叛逆者とされていたアストが宮殿の議場に参入した際、真っ先に彼女を糾弾した。
ナヴァリノ侯爵家は現ギリシャのペロポネソス半島南西部ナヴァリノ湾とその島々を所領としており、武に秀でた家柄で優れた海将を輩出している。
ナズィム
真人類帝国貴族のガザ伯爵。枢密司の一人である巨漢で、“愛児達の島”で発生した爆破事件の後に貴族達へ状況説明を行った。
ガザ伯爵家はエジプトの北東、パレスチナ地方の地中海沿岸部に位置するオアシス都市ガザ等を所領としている。
アガメムノン
真人類帝国貴族のミケーネ伯爵。帝国海軍の遠洋強襲艦“ネレイアデス”の艦長であり、責任感の強い高潔な人物であったが、イオンの名を語って艦を利用したディートリッヒの姦計により乗員全員と共に落命した。
ミケーネは現在のギリシャ、ペロポネソス半島にある都市で古代ミケーネ文明発祥の地。

### 薔薇十字騎士団
カイン・ナイトロード
声 - 諏訪部順一（少年時代 - 野島裕史）/ 一条和矢
ナイトロード3兄妹の長子で、アベルの双児の兄。金髪の温厚そうな青年だが、彼こそがアベル達と敵対する組織“薔薇十字騎士団（ローゼンクロイツ・オルデン）”の首魁。位階は10=1（イプシシマス）。「我が君（マイン・ヘル）」「あの方」などと呼ばれている首領にして「クルースニク01」。アベルやセスと異なり“クルースニク”と精神面も含めて完全に融合している。
過去にアベルとセスによって「生身で大気圏外から地上に落とされ、数百年かけて再生した」という。現在も体の修復が完全ではないらしく、長時間活動していると人の形を保てないらしい。再生途中でケンプファーと出会い、彼とともに乗っ取った小さな異端結社「薔薇十字騎士団」を巨大犯罪組織に作り変え、「世界の敵」として暗躍するための手勢とした。その物柔らかな笑顔や温厚そうな言動とは裏腹に自分達の出生理由により全ての人類及び生き物への憎悪を内包しており、狂気を秘めている。戦闘時は白い翼と諸刃の槍が出現する。また空間を操作することもできる。
自らを「何も必要としない者、それゆえにすべてを必要としている者」と称している。
名前はアダムとイヴの長男カイン（קַיִן）に由来している。
イザーク・フェルナンド・フォン・ケンプファー
声 - 藤原啓治 / 速水奨
“薔薇十字騎士団”の最高幹部で位階は9=2。長い黒髪、死魚の様に濁った黒瞳、怜悧な容貌が特徴。著名人の格言や古典文学からの引用を好む優雅な所作と細葉巻が特徴。カインの執事的な役割も担っている。
電磁防壁（アスモダイの盾）、粒子加速砲（ベリアルの矢）、生体工学を駆使した人造精霊・人造矮人といったオーバーテクノロジーを魔法のように使うことから“機械仕掛けの魔道士（パンツァー・マギエル）”あるいは“魔術師”と呼ばれている。本作中最年長であるという発言をしており、ある意味謎の多い男。本作から1000年以上前から、カリオストロ、サンジェルマン伯爵、パラケルススなど様々な名前で存在していた。作者もその正体については敢えて設定せず、謎のままで残そうとしていた。また「アイザック・バトラー」という偽名を使用している。
原作では長らく姿を見せなかったことから『R.A.M.』後半で死亡説が流れていたが、『聖女の烙印』でアルビオン人の執事アイザック・バトラーとして再登場。続く『薔薇の玉座』『茨の宝冠』では“隔離地区”に眠るアベルの生体データを奪取するため、ヴァネッサと接触。更に武装蜂起に失敗し王都を脱出しようとするメアリに“湖の剣”システムを譲渡して内乱の深刻化に一役買う等、相も変わらず凄味を見せ付けた。切れ者として知られるメアリを手玉に取る強かで厄介な人物。
又、アベル個人に対しては任務の域を超えた興味を抱いており、彼を「アベル様」と呼ぶ。
バトラーの偽名で王立ロンディニウム学院に学籍を置いていたが、人体実験を行い首謀者として放校された事がある。その時の被害者がワーズワースの婚約者フランセスであり、ワーズワースは当時の親友で彼に陥れられた被害者である。

ディートリッヒ・フォン・ローエングリューン
声 - 鈴村健一 / 結城比呂
鳶色の髪と鳶色の瞳、端正な美貌を備えたゲルマニクス王国（現在のドイツ）出身の青年。クラッキングや遺失技術の復元に長けた天才電脳調律師。
初登場時はエステルとともにイシュトヴァーンでレジスタンス活動を行っていたが（その際の設定は原作、漫画、アニメでそれぞれ異なる）、その正体は“薔薇十字騎士団”幹部で位階は8=3。エステルとジュラを利用して教皇庁と真人類帝国との戦争を引き起こそうとしていた。
エステルのことを「綺麗事が好きな愚かな小娘」と称して強い関心を見せており、カインから過去を知らされている故か、アベルに対しても強い関心を寄せている。
特殊な生体繊維の“糸”を用いて他人の体を支配する能力を持ち、また言葉巧みに相手を誘導する狡猾さから“人形使い（マリオネッテンシュピーラー）”と呼ばれる。本作でもっとも酷薄な人物といえる。
原作ではゲルマニクス王国の潜水艦に搭乗し、「中佐」の肩書でよばれているシーンがあることから同国軍の軍籍を持っているものと思われる。
天使のような風貌に悪魔の様な本性と比類の無い邪悪さを秘めており、他者を個人的な玩具もしくは退屈凌ぎとしか見ていない。一切の奇麗事を信用せず、己の快楽的欲求を満たす為だけに数多の凶悪な事件を引き起こす。
ゲルマニクスの地方小領主の息子として誕生。幼少の頃から天才ぶりを発揮して、その卓越した能力と残酷さを恐れ息子の暗殺を目論んだ父親並びに一族を抹殺。幼いながらも領主として君臨するが、人体実験の材料として領民の迫害を繰り返し、呪詛の対象となる。七歳の時に、“騎士団”の構成員を探すケンプファーとカインと遭遇。カインの圧倒的な力と世界を滅ぼす狂気に完全な屈服を強いられ、以後、彼に服従する事となった。
未完に終わった『R.O.M.』後半のストーリーでは潜在的なカインへの不信感からか、反旗を翻す事となっていた。
アニメでは、今までの失敗のせいなのか、それともカインの狂気に彩られた冷酷な性情ゆえか、終盤にアベルと対峙した折、カインにより殺され「何故」と驚愕の表情を浮かべながら絶命した。
ヘルガ・フォン・フォーゲルワイデ
“薔薇十字騎士団”幹部にして、構成員の序列としては位階8=3。
結い上げた豊かな銀髪と白くきつめの端正な顔たち、グラマラスな肢体を持つ美女。外見は二十代頃の若々しい女性だが、実年齢は五十を過ぎていると思われる。
冷凍光線を放つ“マクスウェルの魔杖”や過冷却水をマイクロマシンで操る人造精霊“冬の乙女”などの能力を使用することから“氷の魔女”（アイス・ヘクセ）の異名を持つ。敬慕の情を抱く“主君”カインの側近であるケンプファーの存在と専横を苦々しく思っており、Axを上手く利用して彼を排除しようと目論む『R.A.M.』編後半のキーパーソン。
表の顔は旧オストマルク公国の伯爵夫人であり、かつての首都ヴィエナ上空に成層圏プラットフォームを改造した“魔女の塔”という拠点を構えている。かつては“塔”の発掘作業を指揮した女性研究者であり、ゲルマニクスの侵攻を受けた母国の滅亡後も“騎士団”の援助を受けて修復を続行し、自らの居城とした。
初登場の「レディ・ギルティ」でカテリーナの異端審問のシナリオを妨害する為に、ブルノの小領主の貴婦人としてアベル達に接触し、新教皇庁の潜むエストニアまで誘導した。「バード・ケージ」ではAx同時襲撃からケンプファーを追い詰める壮大な謀略を企てるが、最終的にはケンプファーに処分された。
性格的には無慈悲な野心家だが、ノイマン三兄弟とは長い付き合いで、特にバルタザールとは深い信頼関係にある様。
バルタザール・フォン・ノイマン
“薔薇十字騎士団”に所属する吸血鬼で、ヘルガの側近であるノイマン三兄弟の長男。
位階は7=4。容姿はウェーブがかかった茶髪の物腰柔らかな青年。
手から石化毒（蛋白質結晶化酵素）を分泌するため“毒竜の王”（バズイリスク）の異名を持ち、配下にスフォルツァ城を占拠した吸血鬼部隊やメイド型自動人形“ジークリンデ”シリーズが存在する。直接戦闘に加わるよりも、戦略を講じる事を得意とする指揮官タイプの人物で、一連のAx殲滅とケンプファー排斥に対してその才能を発揮したが、最終的にはケンプファーによって殺害された。
3兄弟の名前は新約聖書キリストの降誕の“東方の三博士”に由来している。
メルキオール・フォン・ノイマン
ノイマン三兄弟の次男。短い水色の髪と度の強い眼鏡をかけた青年。オタク気質の屈折した性格の持ち主。
自作のメイド型自動人形を操ることから“傀儡の王”（ピグマリオン）の異名を持つ。
又、全ての機械センサーを欺く特殊能力を有するグレムリンであり、未完に終わった「アポカリプス・ナウ」後編では“アイアン・メイデンI”を襲撃。レオンとトレスと交戦後に壮絶な最期を迎える筈だった。
カスパール・フォン・ノイマン
ノイマン三兄弟の三男。刺青を入れたスキンヘッドの筋肉質な巨漢でオネエ言葉のハードゲイ。
外見を他人そっくりに変化させることができる能力から、“百貌の王”（フンゲルトゲシュヒト）と呼ばれている。
アルフォンソ・デステ暗殺の際に、“教授”と交戦。“教授”に重傷を負わすが駆けつけたユーグによって撃退される。続く「ナイト・ホスピタル」で顔を傷つけられた怨みから入院中の“教授”を狙ってローマに現れ、二人の殺害を目論むがカテリーナの護衛として居合わせたカーヤによって“処理”された。
グデーリアン
ケンプファーがイシュトバーンや王都ロンディニウムで運転手兼ボディガードとして同行させていた、肉食獣のような目の寡黙な男。
「牙の眷属」（ライスツァーン）と呼ばれ、狼に似た巨大な獣への変身や野犬（イヌ科動物？）を操る能力がある模様。
シュザンヌ・フォン・スコルツェニー
全翼機のような外観でWIGとしての機能を併せ持つ潜水艦“赤の男爵”（ローテバロン）の艦長で、本人も“赤の男爵夫人”と呼ばれる。ゲルマニクス王国軍人であり階級は大尉。
『薔薇の玉座』でケンプファーと共に王都ロンディニウムに潜入。『茨の宝冠』でケイト操る“アイアン・メイデンII”と空中戦を繰り広げ、一瞬の隙を突かれ敗走した。自身の技量に絶対的な自信を抱いている。
姓の由来はナチス・ドイツの親衛隊将校オットー・スコルツェニー。また機体名および称号は第一次世界大戦時のドイツの戦闘機パイロットマンフレート・フォン・リヒトホーフェンから。

### アルビオン
ブリジットII世
アルビオン女王、エステルとメアリの祖母。アニメ版では既に死去。
半世紀に亘ってアルビオンを統治し、“北海の女怪”“ロンディニウムの雌蝮”と恐れられた有能な女王。現在は重い病の床に就いている。病が重くなったのは実はメアリが見舞いの度に毒を盛っていたからである。
メアリには冷たい祖母だと思われていたが、本心では心配していた（表立って庇えなかったのは「二十六公家」にメアリが害されるのを恐れたため）。
情よりも実利を優先し、大よそ他人に同情する人物ではなかったが、盟約には忠実で強かなまでに賢明だった。ヴァージルと盟約を結び、ブリジットII世を嫌っていたヴァネッサも「強欲だが約束は守る」と評価していた。
メアリ・スペンサー
声 - 山田美穂
アルビオン王国海軍海兵隊大佐、カルスレー子爵。アルビオンを訪問したエステルとアレッサンドロの護衛兼世話係を務める。オレンジ色の髪と空色の瞳にやや面長な顔たちの長身の美女で、エステルと似通った容姿の女性。
原作では“ブラッディ・メアリ”と呼ばれ冷酷な軍人とされている。ギルバート王太子の愛人ハリエットが産んだ庶子（エステルとは異母姉妹）で、それゆえアルビオンを支配する“二十六公家”から汚れ仕事や過酷な任務を押し付けられていた。王位につくため女王の危篤に際し教皇庁との密約や“二十六公家”抹殺などの陰謀をめぐらせていたが失敗、さらには”騎士団”に付け込まれ“霧の夜”事件を引き起こし、最期はエステルを庇いカインの肉体に宿る闇に生きながらに取り込まれた。
ブリジットII世の死を早めるため密かに少しずつ毒を盛っていた。”二十六公家”に反旗を翻した際には自らを“死者の女王”と称して、自らの手で“二十六公家”を処刑した。
アニメ版では王太子の庶子という設定がカットされるなど大幅に変更され、バッキンガム宮殿の警備や“隔離地区”の管理なども担当している。ヴァネッサらの武装蜂起や“騎士団”のロンディニウム襲撃に対処し、その後女王に即位したエステルの側近となる。
名前の由来はイングランド女王メアリ1世から。彼女の異母妹がエリザベス1世である。
ギルバート王太子
アルビオン女王ブリジット二世の実子で王位継承権第一位だった人物。表向きは子供を残す事なく病死となっていたが、愛人ハリエットが正妻ヴィクトリア妃との間に生まれてくる子供を暗殺する動きを察知し、親友のエドワード・ホワイト卿に子供の将来を託していた。しかし、エステル誕生前に自身が病死した事によって、結果的に“ホワイトの乱”と呼ばれる悲劇を招いてしまった。
王立ロンディニウム学院出身でワーズワース神父の同窓かつ親友。人格識見に優れた大変有能な人物だったという。
アニメ版では、“騎士団”によって暗殺されてしまった。
ヴィクトリア王太子妃
アルビオン王太子ギルバートの正妻でエステルの実母に当たる女性。“ホワイトの乱”で暗殺者の手に掛かり、親友のジュリア共々、命を落とす。オストマルク公爵家に連なる血筋の持ち主。エステルのロザリオは彼女由来のものである。
カルスレー子爵ハリエット
アルビオン王太子ギルバートが結婚する以前に関係を持っていた愛人。下級騎士の家柄ですらない平民出身だが、王太子が断絶していた家系の爵位を与えた事で一応子爵を名乗る事が出来た。王太子との間にメアリ・スペンサーを儲けたが、あくまで日陰の身であり、自分と別れたギルバートと正妻との間に生まれる子供にアルビオンの王位継承権が渡るのを阻止する為、その子供エステルを暗殺せんとして“ホワイトの乱”と呼ばれる悲劇を生み出した。
真相を知るブリジット二世が孫のメアリへの影響を案じて、自殺を命じられた。
エドワード・ホワイト（エドワード・ブランシェ）
『薔薇の玉座』の時代より十八年前、当時のアルビオンで最も忠節厚かった騎士。妻のジュリアは赤ん坊の頃のエステルの乳母で、夫婦共に王太子夫妻の親友かつ側近だった。ハリエット一派に狙われた王女エステルを王太子妃ヴィクトリアから委ねられた直後、暗殺者に妻とヴィクトリアを殺されるも、本人はエステルを連れてイシュトヴァーンまで逃げ延びる。
エドワード・ブランシェという変名で教会にエステルを託した直後、暗殺者の手に掛かって果てた。エステルの生存が判明するまでアルビオンでは、王太子妃と自身の妻を王宮内にて殺害、そのまま国外に逃亡した極悪人として憎まれていた。
ヴァージル・ウォルシュ
声 - 松本保典
王都ロンディニウムの 地下都市“隔離地区”に隠れ住む吸血鬼たちの代表、マンチェスター伯。自身の影を操る能力を持つ“ナハツェーラー”。又、100年に亘る鍛錬によって剣術を得意とする。北欧の町オスロ出身。
良識的な人物で騎士道を重んじる高潔で慎重な性格。本来なら敵側の教皇アレッサンドロ18世に敬意をもって接し、最終的には好意も抱く様になる。
原作では、隔離地区の殲滅作戦で一時はロンドン塔に幽閉されるも、アレッサンドロの尽力で脱出、“霧の夜”事件の解決に協力した。女王に即位したエステルの計らいによって、放棄されていたネバーランド島に同胞と共に移住。アルビオン王家と和解し、吸血鬼達の統治者としてエステルに仕える事を選んだ。
アニメ版では亡きブリジットII世の遺言により、エステルことエスター・ブランシェット王女を探していた。
櫛で梳いた金髪に三つ揃いで整えている以外は妹と酷似した容姿。
ヴァネッサ・ウォルシュ
声 - 木村亜希子
ヴァージルの妹。独立を唱える過激派のリーダー格。毛髪を自在に操る“メデューサ”。
原作ではケンプファーに唆され、エクスカリバーを復活させてメアリの隔離地区殲滅に対抗しようとしていた。短生種や王位継承者のメアリを毛嫌いしており、兄に逆らい隔離地区を危険に晒すが、ワーズワース神父に救われ“霧の夜”事件解決に一役買った。エステルには好意的で、彼女には理解を示すようになった。
非常に短気で行動的な性格だが、面倒見はいい。科学者としても優秀。収まりの悪い金髪と中性的な美貌の持ち主。
ジェーン・ジュディス・ジョスリン
アルビオン王国海軍中将、エリン公爵。女王ブリジットII世の姪（妹の娘）にあたり、メアリとは士官学校の同期生で親友。又、王太子ギルバートとゲルマニクス国王ルードヴィッヒは従兄弟に当たる。
金髪巻き毛に妖艶な容姿の美女で娼婦や魔女といった雰囲気に近い。
アルビオン一の大貴族・大富豪にして政治家、軍人、企業家としていずれも高い能力を持った重鎮である一方、プライベートでは奔放かつ破天荒な享楽主義者。不純異性交遊及び同性交遊、薬物摂取や乱交パーティーに夫の不審死など醜聞が絶えない為、“疫病神（カラミティ）・ジェーン”の異名を持つ。
アルビオン王室の血を引き王位継承権を持つが、独立色の強いエリンの領主である点や上記の醜聞からか、次期国王候補としては反対意見が多い。彼女自身はメアリの即位を願っていたが彼女の陰謀を察知し袂を分かつ。その後は陣頭指揮をとってメアリのクーデターや“霧の夜”事件に対処し、エステルの女王即位にも尽力した。
意外な趣味は日記をしたためる事。（エリン公爵家は元々文雅を尊ぶ家柄であり、彼女自身も優れた作家である。）
アニメ版では彼女の役割はほぼメアリに置き換えられている。
通称の由来はアメリカの女性ガンマンカラミティ・ジェーンから。
アルバート・ボズウェル
アルビオン安全保障問題担当副首相。ワーズワースの学生時代からの無二の親友で、彼の過去を知る数少ない人物。
聡明さと見識によってブリジット二世の信頼を勝ち得ている。貴族出身であるものの、“二十六公家”の血筋には属さない。40歳で副首相という重職に就く能臣であり、上品な顎鬚をたくわえた紳士。
国家安全保障問題を処理する機関“人間嫌いクラブ”の会長で、“霧の夜”事件解決からエステルの女王即位に、エリン公ジェーン共々断固支持の姿勢を表明した。
マイケル・R・ジェイムス
ロンディニウム市長で“人間嫌いクラブ”会員中でも最古参のメンバー。アルバート卿よりも年長者で“霧の夜”事件解決に奮闘した。
ロード・テニスン
女王の顧問弁護士で詩人としても名高い人物。隔離地区の殲滅作戦の際には、爆破する事を提案した。
チャールズ・サマセット
アルビオン貴族を代表する名家“二十六公家”の中でも、公爵席次第五位を占めるボーフォート公爵家の当主。イングランド北西部に広大な所領を有し、かつては陸軍参謀次長を務めた大貴族の一人。逞しい巨体と厳つい顔を持った初老の男性。
アーガイル公ハーヴェイとは母方では従兄弟、父方では叔父甥の関係と、極めて濃い血縁関係にあり同じ派閥に属する。
エステル擁立に向けて密談中だったが、最後はメアリ自身の手に掛かって射殺された。
ジョナサン・モンタギュー・ダグラス・スコット
公爵席次第十二位のバクルー公爵家当主。国璽尚書の老スコットランド貴族で、やや長すぎる苗字と長い顎鬚が特徴。
ボーフォート公と密談中だったが、メアリによって射殺された。
ハーヴェイ・キャンベル
公爵席次第十三位のアーガイル公爵家当主。ウェールズに広大な所領を有し、いくつかの新聞社とラジオ局のオーナーである少壮の男性。かつてジェーンに求婚してあっさり袖にされたという切ない過去を持つ。
アルフレッド・ホープ
スコットランド北東に領地を持つニューカスル公爵家当主。公爵席次では十九位を占めるに過ぎないものの、彼個人が最高裁判所判事にして貴族院議長を兼ねる大法官の要職にある為、宮中においては王族とカンタベリー大司教に次ぐ待遇を受けている中年の男性。ノーフォーク公爵家とは伝統的に仲が悪い。
ブルース・チャーチル
マールバラ公爵家の若い当主で、大学を卒業して家督を継承したばかりの為か、まだ遠慮がみられる。
モントローズ公
“二十六公家”の中でも最年少の公爵であると同時に、最も美貌の貴族として知られる。女癖が悪く、女優や貴族の夫人らと数々の浮名を流しているにもかかわらず、エステル擁立に際して自ら夫として候補に名乗り出ようとした。
メアリ率いる海兵第四十四連隊に囲まれ、メアリによって射殺された。
デヴォンシャー女公
幾つかの銀行のオーナーであり、ロンディニウム株式市場の支配者である老女。
ジャック・アイアンサイド
メアリが指揮官を務めていたアルビオン王国海軍海兵第四十四連隊所属の強化歩兵。階級は軍曹。白兵戦の名手で“切裂魔”として勇名を馳せたが、“パーシーの乱”で所属部隊共々ベルファストで表向きは全滅した事になっていた。
王位継承にゆれる王都でエステル出生に関る人物達を次々と惨殺し、敬愛する主君メアリの即位に暗躍するが、最後はシスターパウラに一騎討ちを挑んで死亡。
骸骨に直に皮膚を貼り付けたような容姿。
トッド・カニンガム
海兵第四十四連隊所属の強化歩兵。階級は兵長。ジャックとコンビを組む事が多く、主に撹乱やゲリラ戦を担当。主君メアリの即位を願って、異母妹エステルとアレッサンドロを襲撃した。通称はスウィーニー・トッド。
フィリップ・オーガスト・クレマン
アルビオン王国首都ロンディニウムで発行されている悪名高い扇情日刊紙「ピカデリー・ガゼット」紙の記者。“アルビオン紳士の忠実な友”を自称するが、出鱈目だらけの三文記事の書き手として内外に敵が多く、取材の為なら脅迫や潜入取材など手段も選ばないので訴訟もされている。“聖女”エステルの出自に関するスキャンダルに興味を持ち、独自の取材を繰り広げるが、ワーズワース神父に逆に弱みを握られ、小間使いの様に利用された挙句にアルビオン政府に拘禁された。

### その他の登場人物 （人間）
アレッサンドロ十八世
声 - 藤田圭宣 / 浅野まゆみ
第399代ローマ教皇。前教皇グレゴリオ三十世とローマの名門貴族コロンナ家の令嬢との間に産まれた嫡子。
崩御した先代教皇の後継者争いの際、コンクラーベで時期教皇最有力候補であった叔父アルフォンソ・デステに対抗する為に、カテリーナとフランチェスコに擁立された。人類圏の最高権力者という立場にありながら本人は極度の対人恐怖症であり、心身共に脆弱かつ異母兄弟の傀儡として、周囲からも暗黙のうちに「お飾り」と看做されている。しかしながら、Axやエステルとの交流や人間と長生種の対立の現状を知ったことで少しずつ変わりつつある。
原作では驚くような「ある」才能を秘めていたことがわかった。また、それにより脳に何らかの機能障害を負っていることが示唆されており、少々吃音気味である。
ジェイムズ・バレー
声 -  大木民夫（ドラマCD)
または、ドメネック製薬会社社長ハイメ・ドメネック。アルビオン人の外科医で元医大教授。表向きは人格者として通っていたがその実態はマッドサイエンティストで、経営する孤児院の子供たちを吸血鬼に改造したネバーランド事件の首謀者であり悪夢の低周波兵器“沈黙の声”を設計し開発した人物。原作とアニメでは違いはあるがケンプファーに殺される。
アルフォンソ・デステ
声 - 谷口節 / 広瀬正志
ケルン大司教→新教皇庁「教皇」
前教皇の実弟で、元異端審問局局長、枢機卿団長や国務聖省長官等を務めた側近でもあったが、後継者争いでアレッサンドロ（を擁立した異母兄弟たち）に破れ、左遷されていた。現教皇庁上層部を一掃しようと薔薇十字騎士団の支援を受け“沈黙の声”事件を引き起こす。その後自らを「教皇」（客観的に見ればいわゆる対立教皇）とする“新教皇庁（ノイエ・ヴァチカーン）”を旗揚げするも蜂起に失敗、逃亡の末捕らえられた。その後“騎士団”のカスパールによって口封じのため殺害されている。
アニメ版では“沈黙の声”事件で（原作では部下になったハヴェルに）逮捕されている。
アントニオ・ボルジア（アントニオ・デ・ボルジア・イ・ボルジア）
声 - 千葉進歩（ドラマCD）
『R.O.M』では教皇庁広報聖省長官。『R.A.M』初登場時は大学生だったがわずか2，3年で枢機卿に上り詰める。
バレンシア公爵家の出身であり、父親カルロスは公爵にして宰相という大貴族の家柄。
脱色した長い茶髪という軽薄そうな外見や言動とは裏腹に、天才的な頭脳としたたかさをあわせもつ策士。ヒスパニア王国の名門貴族出身という出自と自身の才能、新教皇庁事件解決での功績を生かして教皇庁内で地位を築いている。政治的にはフランチェスコと近い位置にいる一方カテリーナにも求愛するなど、ここでも抜け目なさを発揮している。
自身が大の映画好きで広報聖省内では自らの職務権限を駆使して、大作映画を撮りまくっている。
アベルと自身の関係を“魂の同胞（ココロのトモ）”と称しているが、その割にはアベルを銃撃の弾除けやギャングに襲撃された際の盾にしたりと、散々な扱いで振り回す。又、アベルのある種の冷酷さに勘付いている。
ローラ・ヴィテーズ
声 - 湯屋敦子
聖マーチャーシュ教会司教。
エステルの育ての親だったが、教皇庁に対する見せしめとしてジュラの部下に惨殺される。原作での最期があまりに凄惨であったためか、漫画版では市警軍の攻撃で破壊された教会の下敷きになり死亡と変更され、アニメでは「嘆きの星」編スタート時点で既に殺害されていたという設定に。
なお、原作ではエステルのテロ行為を口実に教会が襲われたが、アニメ版では彼女の死をきっかけにエステルがレジスタンス活動を始めたと取れる構成。
エマヌエーレ・ダヌンツィオ
ジュラの支配から解放されたイシュトヴァーンの教会を取り仕切る大司教。先代教皇グレゴリオ三十世の御世より聖界に入り、当時の枢機卿団長アルフォンソ・デステの片腕として異端審問局局長や教皇官房長等の重要ポストを歴任してきた人物。
その高い才能を疎んだ上司アルフォンソによって事実上左遷されたものの、地方で更なる名声を培い現在の地位にまで上り詰めた。
表面上は厳格でありながらも人格者である事を感じさせる人物だったが、エステルを“聖女”に祭り上げてシェラザードに殺害させる事を目論み、“帝国”に対する十字軍派遣の大義名分を企てた狂信者。異端審問官ブラザー・マタイに全て悟られており、最終的には口封じに暗殺された。
ブラザー・ペテロの元上司であり、ペテロが最も頭の上がらない人物の一人。
数多くの小説や戯曲を著した文筆家としても知られていたが、イシュトヴァーン解放記念式典における企てが結局のところ当初から露見していたことをマタイから「最後につまらない脚本を書いてしまった」と皮肉られている。
シスター・ロレッタ
国務聖省のカテリーナの秘書官。『R.A.M』初登場時は見習いシスターであったが、『R.O.M』では正式シスターになり、青から白い尼僧服へ変わった。受付嬢のような容姿、性格から密かに人気が高いようである。（『R.A.M』ではレオンにデートに行かないかと誘われていた。）
グレゴリオ三十世
第398代教皇。フランチェスコ、カテリーナ、アレッサンドロの生物学上の父親にしてアルフォンソの実兄。
『R.A.M.』の時代から遡る事五年前に崩御した為に、実子と弟アルフォンソとの間に政治的争いが起こった。好色な人物で愛人の数は百を超えていたらしいが、政治的には有能であったとの事。
ジオヴァンニ・スフォルツァ
カテリーナの戸籍上の父親で先代ミラノ公爵。時の教皇グレゴリオ三十世と自身の妻であるルクレツィアの不義の子供カテリーナを実子同様に愛し育てたが、『R.A.M.』の時代から遡る事十年前のローマの地下墓地に安置されていた“黒い聖女”リリスを巡る陰謀によって、妻共々命を落とす。遺失技術の研究者として著名で、早い段階から“薔薇十字騎士団”の危険性に気付いていた数少ない人物。居城のスフォルツァ城を難攻不落の要塞に仕立て上げた張本人でもある。
ルードヴィッヒ二世
ゲルマニクス国王。“薔薇十字騎士団”の支配から脱しようとして制裁された前国王ヴィルヘルムとアルビオン王女を両親に持つ。アルビオン女王ブリジット二世の甥で、エリン公爵ジェーンとギルバート王太子は従兄弟に当たる。
“兇王”“虐殺者”として知られる悪名高い少年だが、一見すると儚げな美少女にしか見えない華奢な若者。現在は、いかなる理由からか車椅子生活を余儀なくされている。その容姿に似合わず、「パブリック・エネミー」における冷静な対応や、王国内部に巣食う“騎士団”関係者の取り扱いの巧みさに列強軍事国家の元首としての強かさが垣間見える。
「パブリック・エネミー」において接触したレオンの能力を高く評価しており、王国軍に根付く“騎士団”の影響力を排除すべく、独自に親衛隊を組織して“騎士団”へ対抗しようと画策しているが、この時点でレオンを勧誘しようとしていた。
アルビオンの王位継承権を主張していたが、正当な王位継承者エステルが即位するに当たって、早々と求婚を申し込んだ。
リブシェ・マリア・プシェミスル
ボヘミア公国第一公女。ボヘミア公爵にして国王オタカルの息女で王位継承権筆頭に位置する少女。“プラークの緑珠”と称えられるエメラルドグリーンの豊かな長髪と聡明な人柄で、国民の人気を集める。
プラークで行われたボヘミア戦役の慰霊式典では、教皇から聖体拝領の儀式を授けられた。「ロマン・ホリデイ」では叔父のヴラティスラヴァ伯爵ボレスラフの陰謀によって暗殺の危機に晒されるが、アベルとレオンによって救出された。
長らく父親に愛されていないと思っていた。
名前の由来はチェコの伝説に登場する裁定者リブシェ。
オタカル
ボヘミア公国国王。年若い割に老成した雰囲気を漂わせる禁欲的な瞳が印象的な人物。生真面目な性格で、自分の妻が倒れた時も公務を優先し、娘の誘拐騒ぎの際にも教皇への謁見を優先する程の仕事中毒だが、実弟ボレスラフによってリブシェが殺害されそうになった時に、躊躇いなく弟に発砲して、娘への愛情を証明した。
ヤン・ファン・メーレン
四都市同盟の警視総監。アントワープの傭兵貴族ファン・メーレン家の当主であり、ユーグの幼馴染。代々同盟の警視総監職を継承してきたブリュッセルのヴァトー家が襲撃事件で絶滅した際、当時副総監だった彼が混乱する同盟の治安を回復させた。その功績によって史上最年少の警視総監に叙任されたが、真実は美貌の幼馴染ユーグに嫉妬して“四伯爵”に依頼してヴァトー家を襲撃させた全ての元凶。警視総監の地位ばかりかユーグの婚約者までも妻として奪った。
旧教会事件でユーグの生存を知り、アントワープ伯に密告して彼の抹殺を図る等、人格的にも卑劣極まりない裏切り者であるが、妻と娘を溺愛し、己の犯した罪の重さに対する自責の念は深い。ユーグが自らを見逃した後には警視総監を辞職、ユーグの行方を追うカテリーナに協力して、“四伯爵”壊滅に一役買った。
ユリウス・リュイテル
エストニア伯爵。アルフォンソ率いる新教皇庁の残党により領地及び居城を奪われるが、アベルとトレス達に救われた。学生時代にアルビオンに留学しており、その時の研究が石油発掘の成功に結び付いている。
生来病弱で臆病な人物だが、石油事業を成功させ、その利益を公共設備の完備にまわす等、領民を思いやる善意の持ち主。
彼が初登場する「ブレイブ・ハート」とは、彼自身の成長を指していると思われる。
ジェシカ・ラング
声 - 小野涼子 / 白鳥由里
「ナイト・フライト」のヒロイン。アルビオン王国の豪華飛行客船“トリスタン”の客室乗務員であり、“トリスタン”開発に関わった飛行船設計家キャサリン・ラングの娘。本来は操舵士希望だったが、女性である為に願いは叶わなかったものの、その技術と才能は飛行客船の乗務員からも評価されており、船長自ら会社に掛け合うと断言するほどである。
マッシリアの吸血鬼氏族“悪の華”のメンバー、マインツ伯爵アルフレートによって船がハイジャックされた上に、乗務員が皆殺しにされるが、たまたま乗船していたアベルの援護によって“弟”の“トリスタン”を操縦し、墜落から守り抜いた。
母親キャサリン・ラングは、王立ロンディニウム学院出身の“天才”として有名で、ケンプファーやワーズワース、ガリバルディの同窓に当たる。
エリス・ワズマイヤー
声 - 川上とも子 / 氷上恭子
「ウィッチ・ハント」のヒロイン。マッシリアの街で“悪の華”のアジトに捕われていた少女で、吸血鬼達が謎の同士討ちをした為に生き残り、アベルとトレスによって保護された。実は異端審問局から“魔女”として手配されている前時代の超能力者の子孫であり、接触テレパスによって他者を操る能力の持ち主。
その能力から“騎士団”によって狙われるが、アベルとトレスの機転に救われ、ローマの聖ラケル修道院に身柄を保護されている。能力ゆえに、今まで他者を容易に信用しなかったがアベルに諭される。
アニメ版では年齢が大幅に引き下げられている。
ガレアッツォ・ヴィスコンティ
「バード・ケージ」「ナイト・ホスピタル」に登場。
ミラノ公爵私兵隊大尉でスフォルツァ城警備隊隊長を兼任する青年貴族であり、ミラノの名門ヴィスコンティ家の御曹司。自分の出自だけが取得の権威主義者で、思慕の情を抱く主君のカテリーナが身分の低いアベルを側近として重宝しているのを不快に感じている。
「バード・ケージ」では自身の杜撰な警備体制が原因で、新教皇庁に扮した“騎士団”の襲撃を受けた上に、自分自身の命恋しさでアベルを殺害しようとしたが、カテリーナとアベルの強い絆を見せ付けられ、自暴自棄になる。
続く「ナイト・ホスピタル」では上記の責任を問われ、私兵隊から依願退職という形で追放処分を下された上に、実家からも追い出された事を恨み、ローマ総合病院に“教授”を見舞いに来たカテリーナを襲撃したが、“教授”への復讐に燃えるカスパールに殺害された。
貴族特有の美貌の持ち主だが、能力的にも大した事が無い人物でカテリーナからも特に関心を寄せられた事は無い。
ヴァルトラウテ・フォン・デーニッツ
「アポカリウス・ナウ」三部作のヒロイン。ゲルマニクス王国に攻め滅ぼされたオストマルク公国の能臣や貴族の子女で構成されたレジスタンス組織“エーデルワイス挺身隊”のリーダー格の女性。旧オストマルク空軍提督デーニッツ男爵の令嬢。普段はアジトとするプラーター公園の遊園地のピエロに身をやつしている。
麦藁色の髪とやや細い目を除けば、生まれ持った貴族としての気品を感じさせる美貌の持ち主。ゲルマニクスの憲兵隊に捕まりそうになった時に潜伏中だったアベルとユーグと知り合い、特にユーグとは互いに特別な感情を抱くようになる。
「アポカリプス・ナウ」終盤で、“沈黙の声”の起爆装置と共に姿をくらまし、ルードヴィッヒ二世の下へ襲撃をかけるが、アベル達によって失敗。その正体はおそらくノイマン三兄弟によって作られた擬似人格を与えられた極めて精巧な人形。
シェーンブルン宮殿の爆発から身を挺してユーグを庇い破損した。
オットー・アインハイツ
ゲルマニクス王国陸軍第七機甲師団第十八機兵中隊所属の機械化歩兵。階級は軍曹。作中より七十三年前に採用された高速機動戦使用の兵士であり、屈託のない口調と若々しい外見に反して実年齢は九十はくだらない。非常に人間臭い言動の持ち主であり、彼曰く寒村出身。
「ヒューマン・ファクター」登場。旧オストマルク領の鉱山都市インスブルックにてヴィエナでの任務遂行後のトレスを呼び止め、諍いから二人でゲルマニクス陸軍憲兵隊に追われる身となった。
護衛していた情報部仕官の悪行に立腹して、その仕官を病院送りするのと同時にその賄賂を強奪して脱走したが、賄賂だと思っていた金塊が国王ルードヴィッヒ二世の特務機関設立の資金だった事から、憲兵隊に執拗な追跡を受ける事となった。

### その他の登場人物 （人間以外）
ジュラ・カダール
声：乃村健次
帝国と人類圏の狭間、自由都市イシュトヴァーンを実質的に支配するハンガリア侯爵。腕の骨を刃状に変形させる能力を持つ。
“帝国”に対しては臣下の礼を執っているものの、臣従はしておらずあくまで独立した君主であった。表向きは人間の実業家としてイシュトヴァーンを独裁していたが、特殊な環境と政治的事情ゆえに教皇庁も長らく手出しが出来なかった。
市民を迫害し、衛星兵器“嘆きの星”を用いて教皇庁を滅ぼそうとした。かつては人類と共存しイシュトヴァーンの発展に尽くしていたが、自分たちが大量虐殺を企んでいると邪推した教皇庁（ヴァチカン）に扇動された市民に短生種の妻マーリアを殺害されたことで人類と教皇庁を憎み、その復讐心を“騎士団”に利用された。
最期は敵であるはずのエステルをかばい（アニメでは自殺）、彼女に看取られ死亡。エステルによってその遺骸は現在、聖マーチャーシュ教会跡の墓地に最愛の妻の肖像画と共に人知れず安置されている。
エステルに短生種と長生種の争いに疑問を抱かせる発端となった人物。クルースニク化したアベルに対して、敬意を持って接した事から、“暗黒時代”に起きた戦争について何らかの事情を知る様子。
かつて東方の寒村に電力供給を行った暗黒時代の救世主の一人、聖イシュトヴァーン・カダールの子孫。
ティエリー・ダルザス
外伝四部作に登場。四都市同盟の暗黒街を支配する四人の吸血鬼とその傘下にある氏族連合“四伯爵”の最長老であり、ブリュッセル伯爵。現在では穏健派と見られているが、若い頃は同族からも恐れられる程に残虐非道で強引な性格だった様。ユーグが己を狙っていると知り、市警察を総動員させた上でユーグを国際テロリストとして手配した。
執念深く奸知に長け、見くびっていた新参者ギィ・ド・グランヴェルとユーグを噛合わせようと目論むが、ギィに裏をかかれて、殺害された。
カレル・ファン・デル・ヴェルフ
“四伯爵”のアムステルダム伯爵。組織のナンバー2であり、武道派の吸血鬼。アムステルダム市内の旧教会で発生した神父殺害事件で、他の“四伯爵”から不手際を非難され、名誉挽回の為に事件の生き残りであるシスター・アグネス（声 - 桑島法子）の誘拐を目論み、その際に弟を殺したユーグも捕らえるが、アグネスの機転によって、逆襲を受けた。
10年前に起きた傭兵貴族のヴァトー家襲撃事件についてユーグの尋問を受けている最中、何者かによって暗殺された。
ハンス・メムリンク
“四伯爵”のアントワープ伯爵。芸術家志向の自称“漂白の詩人”らしいが、その芸術センスはあまり褒められたものではない。アムステルダム伯爵とは犬猿の仲であり、彼の死後にユーグの捕獲を企てるが、警官隊に一族郎党を皆殺しされる。さらにファン・メーレン家を襲撃するがユーグによって殺害された。
ギィ・ド・グランヴェル
“四伯爵”のブリュージュ伯爵。風貌は銀縁眼鏡の痩せた青年で、物腰も他の伯爵三人と比較して紳士的なほど慇懃である。アムステルダム伯爵とは個人的に親しく、旧教会事件がアントワープ伯の策謀ではないかと示唆してみせたが、実際には組織を完全に掌握する為、自分以外の三伯爵をユーグと共倒れさせようと図る野心家。検事ジョルジュ・ローゼンバック（声：杉田智和）を名乗ってユーグと接触し、偽りの協力関係を築く狡猾さも見せる。
傭兵貴族ヴァトー家襲撃事件の真犯人であり、消息が不明だったユーグ最愛の妹アニエスの命を奪った張本人。奸計に長けた吸血鬼でその野望は成就するかに見えたが、同僚の派遣執行官の援護を受けたユーグの刃に倒れる。
アルフレート
声 - 咲野俊介 / 檜山修之
マッシリアに拠点を置く吸血鬼氏族“悪の華”の構成員。六十七件の殺人及び血液強奪容疑で手配されている吸血鬼。まさに吸血鬼と呼ぶに相応しい残虐な性格で、特に女性に対する強姦・殺戮を好んでいる。マインツ伯爵を名乗っているが正式な爵号ではない。
「フライト・ナイト」で“騎士団”の依頼を受けて、飛行客船“トリスタン”を襲撃したが、偶然乗り合わせていたアベルとの戦闘後に口封じの為の後催眠によって、自ら心臓を抉り出して自殺した。
ミレーユ・マンソン
声 - 小菅真美
マッシリアの吸血鬼氏族“悪の華”の構成員。エリスの接触テレパスによる同士討ちを逃れ、他の生き残りメンバーを率いてエリス誘拐の機会を狙っていた。エリスを“騎士団”へ売り渡す事で組織の知名度を上げようと目論むが、拉致後に救出に来たアベルとトレスに倒された。
ウェンディ
声 - 田村ゆかり
「ネバーランド」に登場。ネバーランド島に住む後天性吸血鬼の子供達のリーダーの少女。ジェームズ・バレーによって人為的に作られた“妖精”の成功例で低周波兵器の副産物“ティンカーベル・システム”の要とも言うべき存在で、自らの意思の元でほかの妖精達を動かす事が出来る。調査に来たレオンとアベルによって倒されそうになるが、同情した彼等の尽力で“妖精”の子供達全員とともに秘密裏に“帝国”へと移送される。ちなみに、彼等の世話を押し付けられたのはアストである。アニメ版では移送先がロンディニウムの隔離地区に変更され、終盤で生き残りの一人ピーター（声 - 釘宮理恵）とともに再登場している。
リリス・サール
声 - 小林美佐
アベルの想い人。紅茶色の髪に、褐色の肌、黄金色に輝く瞳を備えた女神の様なインド系の美女。クルースニク04を宿していた。母性豊かな女性で慈悲深く寛容な性格の持ち主。
アベルの夢や回想に登場する。アベルの夢に出てきたカインの手に彼女の首があったことから、斬首されたらしい事以外に作中では明らかにされなかった。
カルタゴにあった兵器“イブリース”のコンピュータにアベルに向けてビデオファイルを設置し、かつて彼が世界を敵に回してしまったことについて「この世界はあなたの敵じゃない、いつでもやり直せる」と優しいメッセージを残している。（アニメではこのシーンはカットされている）
暗黒時代の人類世界に降臨し、長命種に圧倒されていた人類に強大な力を与えて帝国内に封じ込めることに成功した、という伝説の“黒い聖女”の正体である。
名前の由来は「夜の魔女」リリスから。
火星移住計画“レッドマーズプロジェクト”の為に誕生した最初の被遺伝子調整児。植民団を率いて大量虐殺を繰り返すナイトロード兄妹に対抗する為、和平派を募って教皇庁に技術を提供した。アベルには改心する事に期待を寄せていた。
和平を申し出たカインによって帰還者達の巨大宇宙船にして超テクノロジーの集合体“方舟”に誘き出されて、彼と死闘を演じ、自身のクルースニクの吸収された上に、斬首された。

## 世界観
本作の舞台は世界の大半を壊滅させ、文明を崩壊させた熱核戦争「大災厄（アルマゲドン）」と、その後出現した異種知性体「吸血鬼」と人類との生存競争を繰り広げた「暗黒時代（ダークエイジ）」を経た遠未来のヨーロッパ。
文化、技術力、価値観などの文明レベルは「大災厄」や「暗黒時代」で中世程度の水準まで落ちている。「大災厄」前の遺失技術の復元や独自の開発により電動知性や石油エネルギー、電気、航空技術など現代と同レベル、あるいは自動人形やサイボーグなどの現在以上の技術が実用化されている。それらは軍事用や支配階級のみに限られているとはいえ、作中の描写を見る限り大国や都市部では近代（産業革命以降）の風俗と現代文明が混在している社会が形成され、市場経済やマスメディアもそれなりに発達している一方、辺境や農村ではいまだ中世レベルとなっている。
「真人類帝国」など吸血鬼（長命種）の間では人類社会よりも高い科学技術が用いられ、また「遺産」と呼ばれるオーバーテクノロジーも少なからず存在している。また、人類よりも長寿であるにもかかわらず何故か「大災厄」や「暗黒時代」の頃の詳細は伝えられていない。

### 教皇庁（ヴァチカン）
ローマ教皇庁の流れを汲む汎人類機関。暗黒時代の吸血鬼に対し唯一組織だって抵抗したことから「人類の守護者」と位置づけられ、その後出現した「黒い聖女」などの聖人たちの力を借りて吸血鬼たちを東欧地域に追いやることに成功し、その後は人類社会の旗手として超大国的な存在となる。
しかし近年では吸血鬼の脅威が薄れ、また世俗諸侯と呼ばれる各国も国力をつけているためその影響力は薄れつつあり、また内部でも腐敗や旧弊の硬直化が進んでいる。そのため若手聖職者の間では急進的な方針を叫ぶものも多い。
教会としての側面も色濃く残るものの行政機関的な性質が強く、また教皇や枢機卿など高位聖職者の位置づけは僧侶というよりは政治家のそれである。なお、作中ではカトリックのみが正当な宗教として人類圏全体で信仰されており、イスラム教、ユダヤ教はもとより、プロテスタントなどキリスト教の諸派も異端とみなされている。
なお原作では、サン・ピエトロ大聖堂やサンタンジェロ城といった実在の建造物を施設として利用している。

#### 教皇庁領
本作中の教皇庁は超国家的な組織である一方で「聖都」と呼ばれる本拠地ローマを中心とした広大な地域を支配する国家という性質も有している。教皇庁が直接統治している地域は現在のイタリアと、スイス、スロベニア、クロアチア、ボスニア・ヘルツェゴビナに相当。『ROMI』でのイシュトヴァーン出兵において併合された旧ハンガリア侯爵領が属領に加えられたが、そのため覇権主義拡大を恐れる世俗諸侯の不信を招き、また教皇庁と領土を隣接することとなった「帝国」との間にも緊張状態が生じることとなる。

#### 国務聖省
実在の国務省とは異なり外交と各教区間の連絡を担う部署。いわば外務省に相当し、ニュアンス的にはアメリカの国務省が近い。教皇庁の「国家」としての側面を代表している。

#### 教理聖省
実在の教理省に教皇庁領の内政を担う内務省としての機能が備わり、さらに軍事院、異端審問局、特務警察などを傘下においている。教皇庁の「超国家機関」としての側面を代表しており、国務聖省とは伝統的に仲が悪い。

#### 広報聖省
布教担当の組織が発展解消して成立した、広報、情報収集ならびにプロパガンダを担う部署。

#### 聖宝認定局
本来は聖遺物の鑑定を行う礼部省の一部署だが、本作中では遺失技術の発掘復元を行う最先端の技術研究所となっている。

#### 教会軍
教皇庁が保有する独自の軍事力。暗黒時代に各地の義勇兵や有力聖職者の私設軍などを編成したのが由来で、現在では人類圏では最大規模の兵力と最新鋭の装備を保有する軍隊。過去にたびたび対「帝国」の「十字軍」を起こし、また教皇庁に反抗的な世俗諸侯や自由都市に「強制審問」の名の下宣戦布告することもある。現在の総司令官は教理聖省長官のフランチェスコ。

### 薔薇十字騎士団（ローゼンクロイツ・オルデン）
通称「世界の敵（コントラ・ムンディ）」と呼ばれる秘密結社。ラテン語で「我ら、炎によりて世界を更新せん（イグネ・ナチュラ・レノヴァトール・インテグラ）（Igne natura renovatur integra）」（直訳は「炎によりて全き世界は更新される」という意）というスローガンの下に、各地でテロ行為を行う。
もとはゲルマニクスの小さな異端結社だったが、カインとケンプファーによって乗っ取られて以降急速にテロ組織として急成長した。しかし、犯罪ネットワークの管理者という活動が主であまり表舞台に出ることがなく、また騎士団として動く際も「世界に不満を持つ者に技術や人員を提供する」という形をとるため、その存在を知る者は少ない。
名前の由来は薔薇十字団（ローゼンクロイツ）。団員の制服はナチス親衛隊を連想させるデザイン。団員の称号や作戦名はすべてドイツ語である。

### 真人類帝国（ツァラ・メトセルート）
アウグスタ・ヴラディカと呼ばれる指導者に率いられた吸血鬼（長生種）によって東欧、中東に建国された本作中唯一の非人類国家。作中の地図では国土は現在のトルコを中心にギリシャ、ブルガリア、ルーマニア、モルドバ、ウクライナ、キプロス、シリア、レバノン、イスラエルに相当するが、アジア、アフリカ部分に関してはもっと広範囲である模様（作中ではエジプトやメソポタミアも帝国領とされているほか、貴族の爵号には現在のイランやスーダンの地名も見られる。ただし、後者に関してはザグレブやマケドニアなど人類圏の地名も含まれているので「=帝国領」とは言い切れない）。
吸血鬼（長生種）が貴族として平民である人類（短命種）を支配しているが、数は全人口の一割にも満たない。作中の説明によれば、皇帝の絶対的な権威のもと二つの種族が共存する社会ということになっている（帝国臣民の短命種は皇帝に従属しており、その臣下である長生種とは本質的に平等とされる）。基本的には能力主義であり、短命種も本人の能力と努力しだいで「士民」として取り立てているためその点では封建的価値観や金権体質がはびこる人類圏よりも近代的といえる。ただし、絶対的権威である皇帝の存在抜きには成り立たないシステムであり、またあくまで長生種のほうが優れた種であるという前提にたっているため人類圏の標準的価値観からは到底受け入れられないものである。
教皇庁とは不倶戴天の間柄であり（アニメ版では両者の関係を双方とも政治や外交のレベルで捉えているなど冷戦期の米ソのような「敵国」という雰囲気）、約800年前の建国以来たびたび教皇庁の「十字軍」と交戦、これを退けているが、作中年代までの100年ほどは対外的に沈黙を保っている。
本作中で帝政を敷いている唯一の国家であり、作中での「帝国」はこれをさす。また、言語は人類圏とはまったく体系が異なる「帝国語」が用いられている（原型はルーマニア語の古文）。文化や作中での位置づけはオスマン帝国を彷彿とさせる国家だが、社会構造や政治システムは征服王朝のものを下敷きにしている。
ビザンチウム
真人類帝国の首都で、現在のイスタンブール。太陽光中の紫外線を反射、除去するドーム状のフィルター「瑠璃壁」で覆われ日中は常に夕焼けに近い状態であることから「黄昏の都」とも呼ばれる。
ボスポラス海峡をはさんでヨーロッパ側の金角湾南岸部（イスタンブール歴史地域）が星皇宮（サライ）と呼ばれる王宮（宮殿のみならず御前会議場や官庁など国政の主要施設も含む）、北岸部が帝国貴族（ボイエール）＝長生種（吸血鬼）、アジア側が短生種（人間）のそれぞれ居住区画となっている。
愛児たちの島
帝国貴族の廟邸（墓）が立ち並ぶビザンチウム近海の島。「帝国」には宗教や魂、死後の世界といった概念が存在しないので、葬儀や追悼は純粋に故人を偲ぶ行為となっている。

### 世俗諸侯・自由都市

#### アルビオン王国
現在のイギリスに位置する北の島国で、教皇庁の支援なしで復興を遂げた歴史や地政学的条件などから教皇庁や他国に対し独立志向が強い。政体や文化、生活水準はヴィクトリア朝期の大英帝国を彷彿とさせる。
高い技術力と産業基盤を持つ重商主義国家だが、現女王が後継者不在のまま危篤状態であるため情勢は不安定になっていた。また、その技術力の背景には首都ロンディニウム地下の「隔離地区」に吸血鬼たちを匿い、その見返りに技術提供を受けてきたという知られざる一面がある。
なお、「アルビオン」とは狭義では現在のイングランド地域を指し、従属国に近いエリン（旧アイルランド）のみならずスコットランドやウェールズも厳密には属領ということになる模様。
隔離地区（ゲットー）
ロンドン地下区画跡に吸血鬼たちが住み着いた地下都市。居住区画や遺失技術を駆使した工場区画のほか、最深部には旧時代の研究所跡もある。また、ケンプファーの発言にある“神”の設計図とは、アベル達、クルースニクの生体資料のことである。
エリン（アイルランド）
作中年代より約100年前アルビオンの領邦となった隣国。現在でも高度な自治権を持つ半独立国。アニメ版ではいまだ独立国であるらしい。
「エリン」とは吉田のデビュー作『ジェノサイド・エンジェル』に登場する超古代文明の名前である。
ネバーランド島
アルビオン北部の島。医学者バレー教授が孤児院を開いていたが、子供を吸血鬼に「転向」させる人体実験を行っていた。

#### ゲルマニクス王国
現在のドイツに位置する新興の軍事国家。近年急速に工業化と軍備増強を推し進め、隣国オストマルクを侵略するなど領土拡張路線を見せていることから各国に警戒されている。首都はユーバーベルリン。
「騎士団」発祥の地で、その勢力が国家の中枢に入り込んでおり国王さえ手が出せない。モデルはドイツ帝国ならびにナチス・ドイツと思われる。
オストマルク公国
現在のオーストリアに位置する国家だが、作中年代より十数年前にゲルマニクスに併合された。かつての首都ヴィエナにある旧公爵居城シェーンブルン宮殿は現在ゲルマニクス王家の離宮として用いられている。

#### ヒスパニア王国
現在のスペイン、ポルトガル、モロッコを治める国。封建的な政策を採っており教皇庁とも関係が深い。首都はセビリア。
『R.O.M』では「沈黙の声」事件で滅んだ隣国カタロニアを併合している。
カタロニア公国
『R.A.M』の年代においてカタロニア地方を治めていた国。首都はバルセロナ。

#### フランク王国
現在のフランスに位置する農業国。アルビオン、ゲルマニクス、ヒスパニアと並んで「四王国」と称されるがブルターニュ半島が水没するなど北部は荒廃しており他の3国と比較すると国力は低い。首都はマッシリア。

#### ボヘミア公国
現在のチェコ、スロバキアとほぼ同位置。首都プラークなど西部は発展しているが、「帝国」と隣接し、また貧しい農村が多い中部や東部では異端派や武装蜂起が発生しやすい。
ボヘミア戦役
フス派に率いられた反乱軍との間に起こった内戦。教皇庁軍が介入して鎮圧された。
第二次ボヘミア戦役
新教皇庁と、それに賛同した聖職者・豪族や農民がブルノを拠点に起こした武装蜂起。

#### 自由都市イシュトヴァーン
現在のブダペストに位置しハンガリー地方を治める独立都市国家。表向きは市議会が政治を行っているが実際は吸血鬼であるハンガリア侯ジュラ・カダールの支配下に置かれ（ハンガリア侯爵領）、市警軍など各機関もその配下となっていた。地政学的に教皇庁領と真人類帝国との境に位置し、人類圏にありながら吸血鬼が支配するという二重性から両者の緩衝帯となっており、教皇庁も見過ごすしかなかった。
ドナウ川をはさんで、西街区がジュラの領地、東街区が人間たちの居住エリアとなっていた。名称はイシュトヴァーン1世に由来すると思われるが、作中では暗黒時代にこの町を復興させた聖人の名とされている（おそらくジュラの先祖）。
血の丘（ヴェーレ・ヘジェン）
ジュラの屋敷が存在する西街区の地名で市民にとっては圧政の象徴となっている。現在の「王宮の丘」(w:en:Gellért Hill)。
イシュトヴァーン市警軍
イシュトヴァーン市の警察組織で、軍隊の役割もかねている。実態はジュラの支配の尖兵で、市民に横暴の限りを尽くしてきた。
聖マーチャーシュ教会
エステルが預けられ、育った教会。実在のものとは異なり東街区に立っている。

#### 自由都市カルタゴ
現在のチュニジアに位置する独立都市国家。作中の世界観からイスラム教が衰退しキリスト教社会に組み込まれているものの、アラブ民族やベドウィンの文化が色濃く残っている。地中海貿易の要衝であり、「帝国」と人類圏の三角貿易の拠点ともなっている。
聖エリッサ
「暗黒時代」のカルタゴの女王で聖人の一人。吸血鬼から街を守って死んだ跡、砂漠の天使（イブリース）になぞらえるようになる。

#### 四都市同盟
ネーデルラント（現ベネルクス3国）に位置する独立都市国家。ブリュッセル、アムステルダム、アントワープ、ブリュージュを中心とする商業都市の連合体であり、4都市の都市貴族で構成された政府とそれを支える世襲官僚や傭兵貴族によって運営されている。
警察組織を束ねていた傭兵貴族ヴァトー家が滅ぼされて以降は、暗黒街を支配する吸血鬼氏族4伯爵（カウント・フォー）が表の政治にも強い影響力を持つようになっていた（アニメ版では完全に実効支配されている）。
※この他、ヤゲロー大公国、マケドニア公国、バルト三国、北部諸侯国群が存在。

## 用語
国務聖省特務分室（Arcanum cella ex dono dei）（通称Ax）
表向きは「派遣執行官」というエージェントにより対外トラブルの処理や外交工作を行う教皇庁国務聖省の特務機関で、また異端審問局の職域に触れない範囲で吸血鬼犯罪や反教皇庁勢力（異端派）の取り締まりも行っている。しかしその実態はカテリーナが「騎士団」を倒すために結成した組織で、アベル、ケイト、ワーズワース、ハヴェルといった国務聖省長官就任以前から行動をともにしてきた「騎士」たちが中核を担っている。
派遣執行官
Axの特務スタッフ。それぞれの能力や特徴にちなんだコードネームがつけられている。表向きは巡回神父などを装っているが、そのためライバルである異端審問官と比べると公的な立場は低い。また正式な聖職者でないものが大半で、カテリーナの私兵や個人的スタッフという側面も強い。
アイアンメイデン号
Axに所属する白い機体の空中戦艦（武装を施した飛行船を指す）。派遣執行官の移動や戦闘などのバックアップを行う。なお、アニメ版のデザインは十字架型だった。艦長はケイト・スコット。

教理聖省異端審問局
異端審問官と呼ばれる13人のエージェントと、下部組織の特務警察局からなる教理聖省の実戦部隊。元々は対吸血鬼戦のエキスパートとして設立されたが現在は教皇庁領内の治安維持や異端派の粛清が主な任務で、教皇庁の専横の象徴として恐れられている。
なお、現在は局長職に異端審問官がついているが、本来は枢機卿や大司教クラスの高官が配置されるのが慣例であり、フランチェスコの私兵化しつつあることがうかがえる。
異端審問官
異端審問局の中核を担う強化人間や機械化歩兵の集団で、「教会の牙」の異名を持つ。コードネームは十二使徒（おそらくユダも加えて）にちなんでいるが、ペテロやパウラは本名と同じであることからそれも考慮されていると思われる。
特務警察局（カラビニエリ）
異端審問局の実働部隊という役割を持つ教理聖省の治安警察組織。手段が非常に強引勝つ強権的であることから、ローマの一般警察や各国政府からは嫌われている。
アニメ版では登場せず、異端審問局の一般兵がその役を担っている。

吸血鬼（ヴァンパイア）
本作では「大災厄」後に突如出現したとされる異種知性体をさす。高度な文明を持ち、優れた身体能力と不老長寿を誇るが、「渇き」と呼ばれる強い吸血衝動を有し、太陽光（紫外線）や銀に弱いことから人類からは吸血鬼として恐れられている
その能力は体内に共生する「バチルス・クドラク」の作用でもたらされるもの。寿命は約300歳ほどで、誕生時はまだバチルスが覚醒していないため人間（短生種）とまったく変わらない状態で、その後「覚醒」まで成長する（外見年齢は覚醒時の姿であり、実年齢を知る指標とはならない）。基本的に夜行性。個体によっては発火能力を持つ「火炎魔人」、背中の羽で飛行する「妖精」、毛髪を操る「鬼女」、外見を自在に変化させる「二重影」など特殊能力を持つ者もいる。（漫画版では「木霊」や「人魚」などもある。）吸血衝動はバチルスの影響で強い貧血症状を催すためで、「人間の血を吸う」こと自体はあくまで鉄分などを補給する手段に過ぎない。そのため本作中の年代では「命の水」という血液製剤を服用する方法が一般化しており、特に「帝国」では吸血は野蛮な行為とされている（もっとも、血液製剤の原料として人間の血液を集める必要はある）。
作者が「人間小説」と語っているように、本作の「吸血鬼」とは決して人外の怪物ではなくあくまで「人間の突然変異種」という位置づけである（むしろ、学術的にそのことがわかっていてなお「化け物」と見なしているところが二種族の対立の深刻な点といえる）。また、西洋キリスト教社会が「異教徒」として敵対・差別してきたイスラム世界やユダヤ人のメタファーでもある。
バチルス・クドラク（溶血性棹状球菌）
吸血鬼（長生種）の体内に生息する細菌。宿主に高い身体機能と生命力、牙の形成等の肉体変化といった能力を与える一方血液中の赤血球を破壊し貧血と吸血衝動をもたらす。また、紫外線を浴びると異常増殖して宿主の体を破壊する（傍目には「日光で焼け死ぬ」ように見える）、銀分子を取り込むとその活動を停止する（「銀の聖なる力で弱まる」ようにみえる）などの特徴も持ち、まさしく本作中の吸血鬼（長生種）を吸血鬼たらしめている存在。
十字架やニンニクなどの弱点はない。また、バチルスが人体と適合するかどうかは個人差があるため血を吸われた人間が転向（吸血鬼化）することはまずなく、また吸血鬼の胎児も適合しない場合死産となるため出生率は恐ろしく低い。その起源は火星にあった異星人のものと思われる宇宙船に保存されていたものでこれを体に生息させることで火星の過酷な環境に耐えることができた。
「クドラク」とはスラブ神話に登場する吸血鬼で、その宿敵がクルースニク。
長生種（メトセラ）
吸血鬼たちが自分たちの種を表す呼び名。作中で「吸血鬼」とはあくまで人類側からの蔑称なので、自分たちこそが優れた新人類と捉えている彼ら自身が名乗る場合は（人類圏の犯罪者が人間を威圧する場合などを除いて）ほとんどない。
「新（真）人類」という意味合いも持ち、また暗黒時代期には「帰還者」とも呼ばれている。メトセラとは聖書に登場する「最も長生きした人間」の名。元を辿れば火星から帰ってきた人々がバチルスの突然変異によって変化したもの。
短生種（テラン）
吸血鬼（長生種）たちが、人類を指して用いる呼び名。自分たちより短命、非力、無知な存在と見なし「蛮族」、「劣等種」という蔑みがこめられている場合が多い。
「テラン」を直訳すると「地球人」という意味になり、また暗黒時代期には「残留者」という語にそのルビが振られていた。

クルースニク
「吸血鬼を吸う吸血鬼」と呼ばれる存在。吸血鬼すら凌ぐ不死身の生命力と戦闘力を持つ。本作中に登場しているのはアベル、セス、カインの三名。これもバチルス同様宇宙船からみつかったものでアベル、セス、カインにしか適合しなかった。
ナノマシン・クルースニク
アベルたち3兄弟の体内に宿っている（アベル=02、セス=03、カイン=01。ただし、カインは他の二人とは異なり100%融合している）「ナノマシン」で、吸血鬼（長生種）に宿るバチルス・クドラクを捕食する。
「クルースニク」自体が破壊的な自我を保有しているらしく、アベルは自分をのっとられることを恐れている。ナノマシン、それもこれらの特性を有するものが「大厄災」以前のテクノロジーでも開発できたとは考えにくく、その正体は謎である。

絶滅地帯（ダークランド）
「大災厄」で生物の存在に適さなくなった地域。本作における地球上の大半を占める。
二つ目の月
「大災厄」後に出現した新たな衛星。眼のようないびつな形（アニメ版では丸い）をしており、また常に南天の同じ位置に存在している。人類圏では「吸血鬼の月」と呼ばれ忌み嫌われているが、「帝国」では国章に取り入れられるなど神聖視されている。
その正体は静止軌道上に浮かんでいる巨大宇宙船「方舟」。原作の設定では外装に利用した小惑星そのままの形状をしているが、アニメ版では地表を向いている円形の先頭部の後方に「帝国」のメカや建造物とも共通するデザインの構造物が連なっている、という設定に変更されている。
機械化歩兵（マシナリー）
本作では吸血鬼に対抗するという軍事的目的で機械的なサイボーグ手術を施された人間（短生種）を指す。トレスやハヴェルなどがこれに当たる。
技術的には死体の脳に改造を施して操ることも可能で、「騎士団」が吸血鬼の死体を改造した「自動猟兵（アォト・イェガー）」を開発している。
強化人間（チューンド）
強化兵ともいう。本作では薬物投与などで肉体を強化した場合に限定される。ペテロやパウラなどがこれに当たる。
魔女（妖術使い）
本作では「大厄災」以前の遺伝子操作や「暗黒時代」での突然変異といった要因により超能力が遺伝的に備わっている人を指す。その能力ゆえに迫害されることが多い。ノエルやモニカがこれにあたる。
また、細胞構造を変化させることで獣や半獣の姿に変身できる「獣人」も存在する。
嘆きの星
ハンガリア侯爵家に伝わる遺失技術。本来は月面の太陽光発電設備からレーザーで送られてきた電気を中継して地上に照射する電力供給用人工衛星だったが、ジュラとディートリッヒによって地上を大出力のレーザーで攻撃する軍事衛星へと転用される。レーザーの原理は毎秒20回のパルスを発射する、自由電子レーザーである。
砂漠の天使（イブリース）
自由都市カルタゴの「女王の墓所」地下に設置されていた、巨大な砂嵐を発生させる気象兵器。本来は暗黒時代にカルタゴの女王エリッサがカルタゴ（チュニス）陥落時に吸血鬼を街ごと殲滅するため設けたものだが、「騎士団」がイオンとカテリーナの接触を阻止するための保険として復旧させた。アニメ版では存在自体は言及されたものの結局は未使用に終わる。
湖の剣（エクスカリバー）システム
霧状のフィールドを発生させ、その内部をマイクロ波で焼き尽くす都市破壊兵器。原作では「隔離地区」最深部の研究所跡で発見されたものをケンプファーが復元し、それを貸与されたヴァネッサによって「霧の夜」事件が引き起こされロンディニウムに甚大な被害を与えた。アニメ版ではケンプファーの空中戦艦に搭載されており、地下区画の宇宙ロケット発射施設を使用するためロンディニウムを焼き払おうとした。
沈黙の声（サイレント・ノイズ）
バレー教授の研究を基に「騎士団」が開発した、鐘の音と建物との共振を起こし崩壊させる低周波兵器。サグラダ・ファミリアに設置された試作機によってバルセロナが壊滅、またバチカン壊滅を目論むデステによってローマのオベリスクに仕掛けられたが、これはAxが破壊し未遂に終わる。
世界の敵（コントラ・ムンディ）
ラテン語で「contra mundi」と記す。
本来は聖書や神話に登場する「世界破壊者」を意味する言葉。作中では「騎士団」の「世界の滅亡を図る」というスタンスを指して用いられるが、ディートリッヒやケンプファーによるとかつてはアベルもこの名で呼ばれていたという。また、エステルはカインの力や価値観を「この世界の全ての存在と決して相容れない世界の敵」と直感している。

## 既刊一覧

### 小説『トリニティ・ブラッド R.A.M.』
- 吉田直（著）・THORES柴本（イラスト）、角川書店〈角川スニーカー文庫〉、全6巻（未完）
  - 『トリニティ・ブラッド Rage Against the Moons フロム・ジ・エンパイア』、2001年5月1日初版発行（4月27日発売[11]）、ISBN 4-04-418404-6
  - 『トリニティ・ブラッド Rage Against the Moons II サイレント・ノイズ』、2002年1月1日初版発行（2001年12月26日発売[12]）、ISBN 4-04-418406-2
  - 『トリニティ・ブラッド Rage Against the Moons III ノウ・フェイス』、2002年9月1日初版発行（8月31日発売[13]）、ISBN 4-04-418408-9
  - 『トリニティ・ブラッド Rage Against the Moons IV ジャッジメント・デイ』、2003年4月1日初版発行（3月28日発売[14]）、ISBN 4-04-418410-0
  - 『トリニティ・ブラッド Rage Against the Moons V バード・ケージ』、2004年2月1日初版発行（1月30日発売[15]）、ISBN 4-04-418413-5
  - 『トリニティ・ブラッド Rage Against the Moons VI アポカリプス・ナウ』、2005年1月1日初版発行（2004年12月28日発売[16]）、ISBN 4-04-418415-1

### 小説『トリニティ・ブラッド R.O.M.』
- 吉田直（著）・THORES柴本（イラスト）、角川書店〈角川スニーカー文庫〉、全6巻（未完）
  - 『トリニティ・ブラッド Reborn on the Mars 嘆きの星』2001年3月1日初版発行（2月28日発売[17]）、ISBN 4-04-418403-8
  - 『トリニティ・ブラッド Reborn on the Mars II 熱砂の天使』2001年8月1日初版発行（7月31日発売[18]）、ISBN 4-04-418405-4
  - 『トリニティ・ブラッド Reborn on the Mars III 夜の女皇』2002年7月1日初版発行（6月29日発売[19]）、ISBN 4-04-418407-0
  - 『トリニティ・ブラッド Reborn on the Mars IV 聖女の烙印』2003年1月1日初版発行（2002年12月27日発売[20]）、ISBN 4-04-418409-7
  - 『トリニティ・ブラッド Reborn on the Mars V 薔薇の玉座』2003年8月1日初版発行（7月31日発売[21]）、ISBN 4-04-418411-9
  - 『トリニティ・ブラッド Reborn on the Mars VI 茨の宝冠』2003年11月1日初版発行（10月31日発売[22]）、ISBN 4-04-418412-7

### 漫画
- 吉田直（原作）・THORES柴本（キャラクター原案）・九条キヨ（作画） 『トリニティ・ブラッド』 角川書店→KADOKAWA〈あすかコミックス〉、全21巻
  1. 2004年3月17日初版発行（同日発売[23]）、ISBN 978-4-04-924970-5
  2. 2004年7月17日初版発行（同日発売[24]）、ISBN 978-4-04-924976-7
  3. 2005年1月17日初版発行（同日発売[25]）、ISBN 978-4-04-924994-1
  4. 2005年6月17日初版発行（同日発売[26]）、ISBN 978-4-04-925003-9
  5. 2005年9月17日初版発行（同日発売[27]）、ISBN 978-4-04-925012-1
  6. 2006年2月17日初版発行（同日発売[28]）、ISBN 978-4-04-925021-3
  7. 2006年7月15日初版発行（同日発売[29]）、ISBN 978-4-04-925029-9
  8. 2006年12月16日初版発行（同日発売[30]）、ISBN 978-4-04-925038-1
  9. 2007年5月17日初版発行（同日発売[31]）、ISBN 978-4-04-925043-5
  10. 2008年2月16日発売[32]、ISBN 978-4-04-925057-2
  11. 2008年10月17日発売[33]、ISBN 978-4-04-925064-0
  12. 2009年8月24日発売[34]、ISBN 978-4-04-925068-8
  13. 2010年11月24日発売[35]、ISBN 978-4-04-925072-5
  14. 2011年10月24日発売[36]、ISBN 978-4-04-854692-8
  15. 2012年8月24日発売[37]、ISBN 978-4-04-925078-7
  16. 2013年3月23日発売[38]、ISBN 978-4-04-925079-4
  17. 2014年3月24日発売[39]、ISBN 978-4-04-924970-5
  18. 2015年3月24日発売[40]、ISBN 978-4-04-102770-7
  19. 2016年3月24日発売[41]、ISBN 978-4-04-104090-4
  20. 2017年4月24日発売[42]、ISBN 978-4-04-105556-4
  21. 2018年6月23日発売[43]、ISBN 978-4-04-106957-8

### 関連書籍
- 『トリニティ・ブラッド Canon 神学大全』2005年5月1日初版発行（4月28日発売[44]）、ISBN 4-04-418416-X
- 『THORES柴本 トリニティ・ブラッド画集 fabrica theologiae』2005年9月29日発売[45]、ISBN 4-04-853867-5
- 『九条キヨ イラスト集 Trinity Blood 〜rubor〜』2009年12月21日発売[46]、ISBN 978-4-04-854389-7
- 『九条キヨ イラスト集 Trinity Blood Night Road』 2018年12月22日発売[47]、ISBN 978-4-04-107182-3

## トリニティ・ブラッド ドラマCD
- トリニティ・ブラッド Rage Against the Moons Chapter 1「FLIGHT NIGHT」
- トリニティ・ブラッド Rage Against the Moons Chapter 2「WITCH HUNT」
- トリニティ・ブラッド Rage Against the Moons Chapter 3「FROM THE EMPIRE」
- トリニティ・ブラッド R.A.M. II MISSION 1「NEVER LAND」
- トリニティ・ブラッド R.A.M. II MISSION II「SILENT NOISE」
- トリニティ・ブラッド R.A.M. II MISSION III「OVERCOUNT」
- トリニティ・ブラッド Rage Against the Moons III MISSION [I] MIDNIGHT RUN
- トリニティ・ブラッド Rage Against the Moons III MISSION [II] JUDAS PRIEST
- トリニティ・ブラッド Rage Against the Moons III MISSON [III] KNOW FAITH

## テレビアニメ
2005年4月28日よりWOWOWノンスクランブル放送にて放送開始（全24話）。原作とは時系列が異なり、間に3年の開きがある「R.O.M」と「R.A.M」を同じ時間軸に再構成しているため原作では「R.O.M」編、「R.A.M」編の片方にしか登場しないがアニメでは両方のエピソードに登場している人物もいる。また原作で死亡する登場人物が最後まで生存している例やその逆の例もある。
第1話はWOWOWアニメの最高視聴率を記録した。

### スタッフ
- 監督 - 平田智浩[48]
- シリーズ構成 - 平田智浩[48]、冨岡淳広[48]、角川スニーカー文庫編集部[48]
- キャラクターデザイン - 中嶋敦子[48]
- メカニック/プロップデザイン - 鈴木信吾[48]
- プロダクションデザイン - 小林誠[48]
- 美術監督 - 徳田俊之[48]
- 色彩設定 - 内林裕美[48]、長坂恵（第1話 - 第11話）、鈴木依里（第12話 - 第24話）
- 撮影監督 - 林コージロー[48]
- 編集 - 廣瀬清志[48]
- 音楽 - 江口貴勅[48]
- 音響監督 - 明田川仁[48]
- プロデューサー - 安田猛、永井理、武智恒雄
- アニメーション制作 - GONZO[48]
- 製作 - トリニティ・ブラッド製作委員会[48]

### 主題歌
オープニングテーマ「ドレス（BLOODY TRINITY MIX）」
作詞 - 櫻井敦司 / 作曲 - 星野英彦 / 編曲・歌 - BUCK-TICK
エンディングテーマ「Broken Wings」
作詞・歌 - 種ともこ / 作曲・編曲 - 江口貴勅
挿入歌「Requiem～祈り」
歌 - コミネリサ / 作詞 - 岩里祐穂 / 作曲・編曲 - 江口貴勅

### 各話リスト
| 話数 | サブタイトル                                            | 脚本         | 絵コンテ | 演出       | 作画監督                         | 放送日         |
| ---- | ------------------------------------------------------- | ------------ | -------- | ---------- | -------------------------------- | -------------- |
| 1    | FLIGHT NIGHT                                            | 冨岡淳広     | 平田智浩 | 土屋浩幸   | 中嶋敦子                         | 2005年 4月28日 |
| 2    | WITCH HUNT                                              | 冨岡淳広     | 小島正士 | 原田孝宏   | 田中孝弘                         | 5月5日         |
| 3    | THE STAR OF SORROW I．CITY OF BLOOD                     | 冨岡淳広     | 斉藤哲人 | 千葉大輔   | 江森真理子                       | 5月12日        |
| 4    | THE STAR OF SORROW II．HUNTERS' BANQUET                 | 冨岡淳広     | 斉藤哲人 | 水本葉月   | 小林利充                         | 5月19日        |
| 5    | YESTERDAY,TODAY AND TOMORROW                            | 吉村清子     | 平田智浩 | 加藤茂     | 二宮常雄                         | 5月26日        |
| 6    | SWORD DANCER                                            | ほそのゆうじ | 関野昌弘 | 関野昌弘   | 秋山由樹子                       | 6月9日         |
| 7    | NEVER LAND                                              | 吉村清子     | 小島正士 | 唐戸光博   | 岡辰也                           | 6月16日        |
| 8    | SILENT NOISE                                            | ほそのゆうじ | 小寺勝之 | 佐土原武之 | 梅津泰臣 Kim Yoon Joung 嶋田俊彦 | 6月23日        |
| 9    | OVERCOUNT I．THE BELFRY OF DOWNFALL                     | 冨岡淳広     | 植田秀人 | 千葉大輔   | 烏宏明                           | 6月30日        |
| 10   | OVERCOUNT II．LUCIFER'S CHOICE                          | 冨岡淳広     | 佐野隆史 | 遠藤広隆   | 田中孝弘                         | 7月7日         |
| 11   | FROM THE EMPIRE                                         | 吉村清子     | 鈴木信吾 | 土屋浩幸   | 小林利充                         | 7月14日        |
| 12   | THE IBLIS I．EVENING VISITORS                           | 冨岡淳広     | 斉藤哲人 | 唐戸光博   | 佐光幸恵                         | 7月21日        |
| 13   | THE IBLIS II．BETRAYAL BLAZE                            | 冨岡淳広     | 佐野隆史 | 宮田亮     | 日向正樹                         | 7月28日        |
| 14   | THE IBLIS III．A MARK OF SINNER                         | 冨岡淳広     | 小島正士 | 山名隆史   | 藤井真澄                         | 8月4日         |
| 15   | THE NIGHT LORDS I．THE RETURN OF ENVOY                  | 吉村清子     | 斉藤哲人 | 千葉大輔   | 鈴木信吾                         | 8月11日        |
| 16   | THE NIGHT LORDS II．TWILIGHT OF THE CAPITAL             | 吉村清子     | 佐野隆史 | 土屋浩幸   | 田中孝弘                         | 8月18日        |
| 17   | THE NIGHT LORDS III．THE ISLAND OF HER DARLING CHILDREN | 吉村清子     | 小島正士 | 水本葉月   | 小林利充                         | 8月25日        |
| 18   | THE NIGHT LORDS IV．THE PALACE OF JADE                  | 吉村清子     | 阿蒜晃士 | 唐戸光博   | 飯島弘也                         |                |
| 19   | THE NIGHT LORDS V．A START OF PILGRIMAGE                | 吉村清子     | 関野昌弘 | 山名隆史   | 佐光幸恵                         |                |
| 20   | THE THRONE OF ROSES I．KINGDOM OF THE NORTH             | 吉村清子     | 小島正士 | 土屋浩幸   | 藤井真澄                         |                |
| 21   | THE THRONE OF ROSES II．THE REFUGE                      | 吉村清子     | 佐野隆史 | 神崎ユウジ | 秦野好紹                         |                |
| 22   | THE THRONE OF ROSES III．LORD OF ABYSS                  | 吉村清子     | 関野昌弘 | 千葉大輔   | 田中孝弘                         |                |
| 23   | THE CROWN OF THORNS I．CITY IN THE MIST                 | 吉村清子     | 小寺勝之 | 唐戸光博   | 小林利充                         |                |
| 24   | THE CROWN OF THORNS II．THE LOAD OF OATH                | 吉村清子     | 平田智浩 | 原田孝宏   | 中嶋敦子                         | 10月27日       |

### ラジオ番組
東地宏樹と中井和哉のトリブラッジオ!!は、アニメトリニティ・ブラッドに出演しているアベル・ナイトロード役の東地宏樹とトレス・イクス役の中井和哉がパーソナリティを担当するWebラジオ。アニメの最終回と共に、ラジオも最終回となった。
リスナーのメールによる番組進行という一般的なものだが、ユニークなのが必ずメールに血液型を明記しなければならないというところ。トリニティ・ブラッド（通称、トリブラ）が吸血鬼の話という理由からパーソナリティの二人が提案し定着した。最終回には血液型別の投稿数ランキングを発表した。

#### コーナー
- フツオタ

いわゆる普通のお便りを紹介するコーナー。
- こんなトリブラは嫌だ

トリニティ・ブラッドの世界やキャラクターが、「もし○○だったら嫌だ」という事を募集する。しかし其の実、リスナーは若干見てみたいという事も送っている傾向にある。パーソナリティの二人が実際にそれを再現してみたり、コメントしたりする。
- ダメージリポート

リスナーが実際に体験したダメージ（精神的なものから肉体的なものまで）を募集する。アベル役の東地宏樹がメールの内容を読み、トレス役の中井和哉が役になりきり得点を付ける。　あまりにも痛々しいものは排除されるので気をつけなければならない。

#### 更新日
- 第01回 05/04/28
- 第02回 05/05/12
- 第03回 05/05/26
- 第04回 05/06/09
- 第05回 05/06/23
- 第06回 05/07/07
- 第07回 05/07/21
- 第08回 05/08/04
- 第09回 05/08/18
- 第10回 05/09/01
- 第11回 05/09/15
- 第12回 05/09/29
- 第13回 05/10/13
- 最終回 05/10/27

## アバター衣装
- ハンゲームのアバター衣装としてテレビアニメーション「トリニティ・ブラッド」が購入利用が可能だったが、2013年3月28日に販売終了した。